# Histoire mondiale de la France
L’Histoire mondiale de la France est un ouvrage dirigé par Patrick Boucheron et paru en 2017 aux éditions du Seuil. Il propose une vision originale de l'histoire de France en la reliant à celle du monde à travers 146 dates correspondant à autant d'événements. Cette démarche associe donc une approche chronologique propre à séduire le grand public et une exigence scientifique au plus près des renouvellements historiographiques contemporains (histoire globale, histoire croisée, histoire connectée…). Patrick Boucheron a pu mener à bien cette entreprise éditoriale grâce à 122 collaborateurs (132 pour les versions en poche et illustrée). Nicolas Delalande, Florian Mazel, Yann Potin et Pierre Singaravélou en ont assuré la coordination.
La parution de l'ouvrage s'inscrit également dans un contexte où l'histoire de France constitue un enjeu politique. En se présentant comme une réponse au « roman national », l'Histoire mondiale de la France s'oppose au point de vue de plusieurs candidats à l'élection présidentielle, ce qui lui vaut des critiques sur son caractère partisan et une polémique avec l'historien Pierre Nora. L'accueil de la presse est très positif dans l'ensemble, et le livre devient rapidement un succès de librairie. Il obtient le prix Aujourd'hui l'année de sa sortie et inspire d'autres parutions, en particulier à l'étranger où la formule est reprise à l’échelle nationale (Italie, Espagne...) ou régionale (Catalogne, Flandre...). En 2018 l’Histoire mondiale de la France paraît en deux nouvelles versions, une édition de poche et une illustrée, l'une et l'autre augmentées de quinze nouvelles notices.

## Contexte de publication

### Un livre inscrit dans un renouvellement historiographique

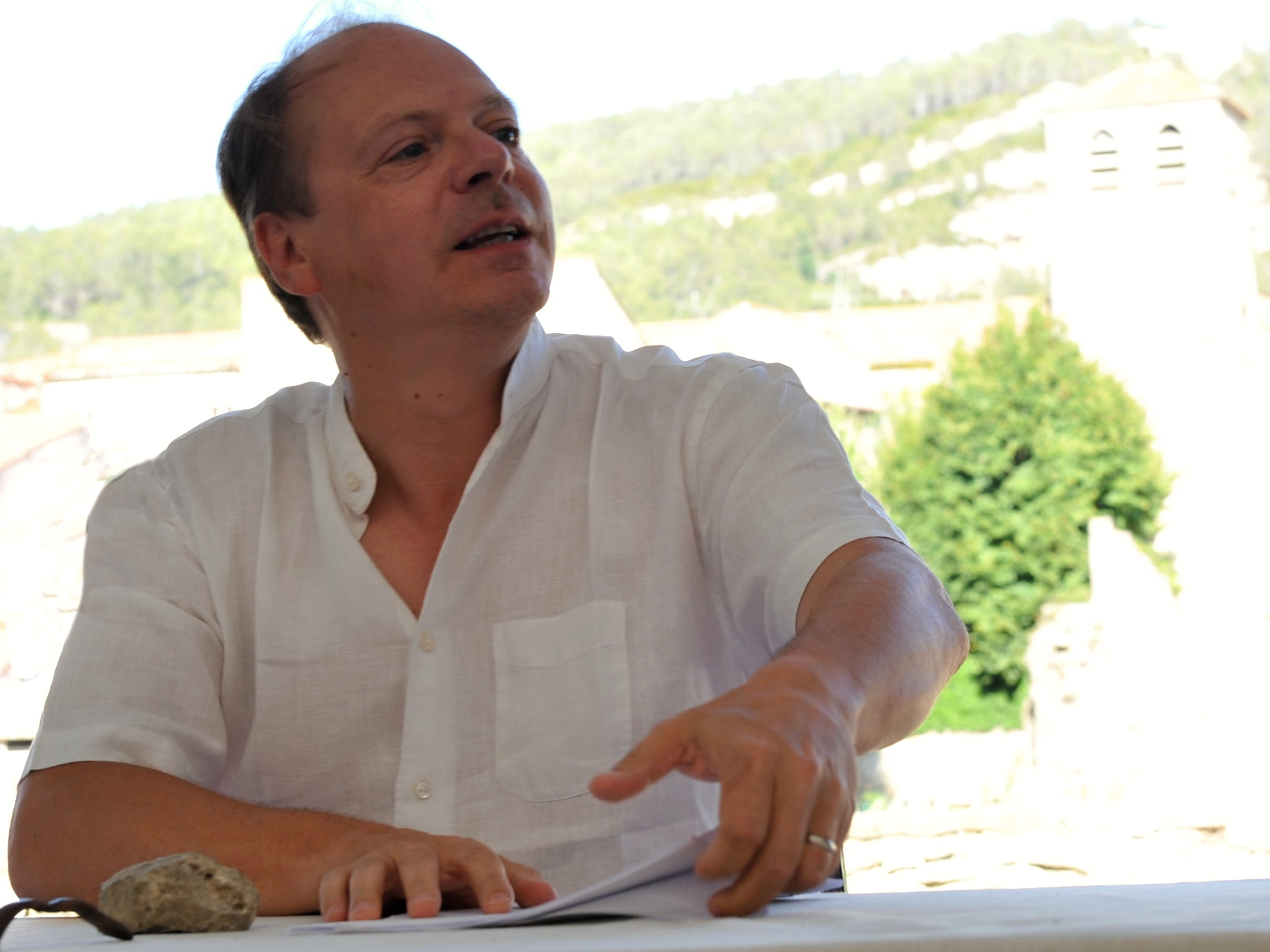
Patrick Boucheron, directeur de l'ouvrage.

Un article de l'AFP rapproche l’Histoire mondiale de la France du livre de Michelle Zancarini-Fournel intitulé Les Luttes et les Rêves. Une histoire populaire de la France de 1685 à nos jours et paru en 2016. Un rapprochement semblable est opéré par Jean-Pierre Rioux, qui ajoute à l'Histoire mondiale de la France et au livre de Michelle Zancarini-Fournel celui de Jean Sévillia (Écrits historiques de combat, 2016), les trois ouvrages offrant d'après lui une relecture stimulante de l'histoire de France.

### Une réponse à une exploitation politique de l'histoire
Ce livre paraît alors que l'histoire et son enseignement constituent un enjeu lors de l'élection présidentielle française de 2017. François Fillon, candidat pour Les Républicains, fustige par exemple l'influence des nouvelles approches historiographiques, qualifiées de « théories fumeuses », et entend remplacer dans les programmes scolaires l'étude de faits généraux "mondialisés" par un « récit national fédérateur ». Il trouve le soutien de Dimitri Casali qui est lui-même partisan de l'enseignement du récit national dans les classes.
Confronté au « récit entraînant du roman national », Patrick Boucheron estime nécessaire d'« organiser la résistance face à ce type d’offensive idéologique », une démarche qui se veut « délibérément politique » selon L'Obs. Dans Libération, Sonya Faure et Cécile Daumas rapprochent cette initiative de la parution, deux mois plus tard, d'un ouvrage dirigé par Thomas Piketty sur la démocratisation des institutions européennes, car « les deux ouvrages participent de la même ambition : face à la déferlante populiste et au délitement démocratique, les chercheurs en sciences sociales ont leur mot à dire ».

### Auteurs

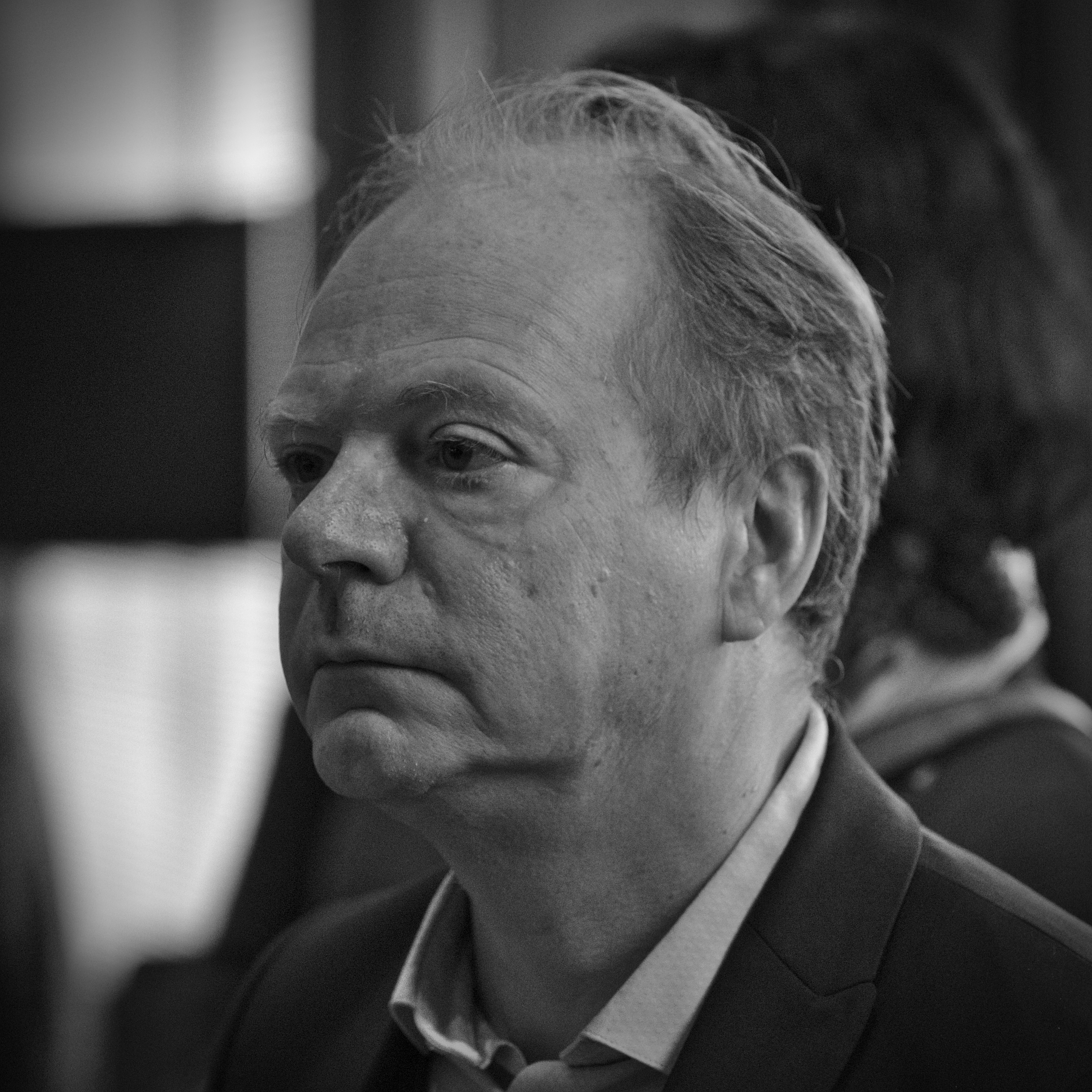
Patrick Boucheron
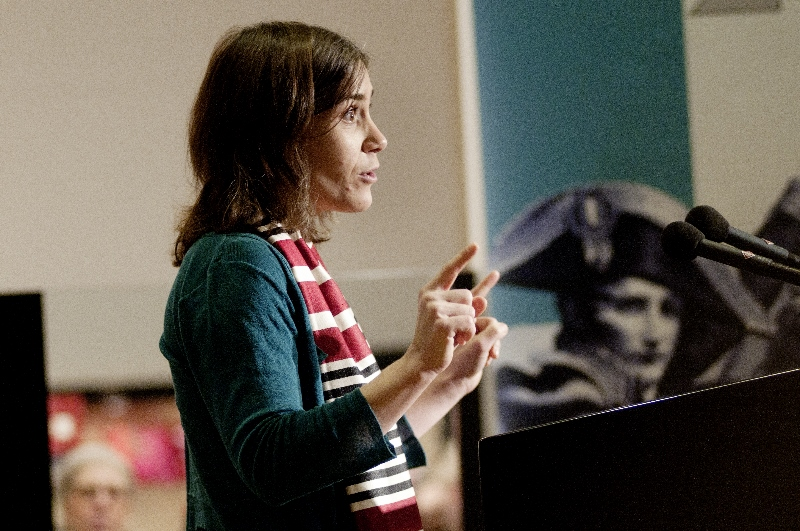
Bénédicte Savoy
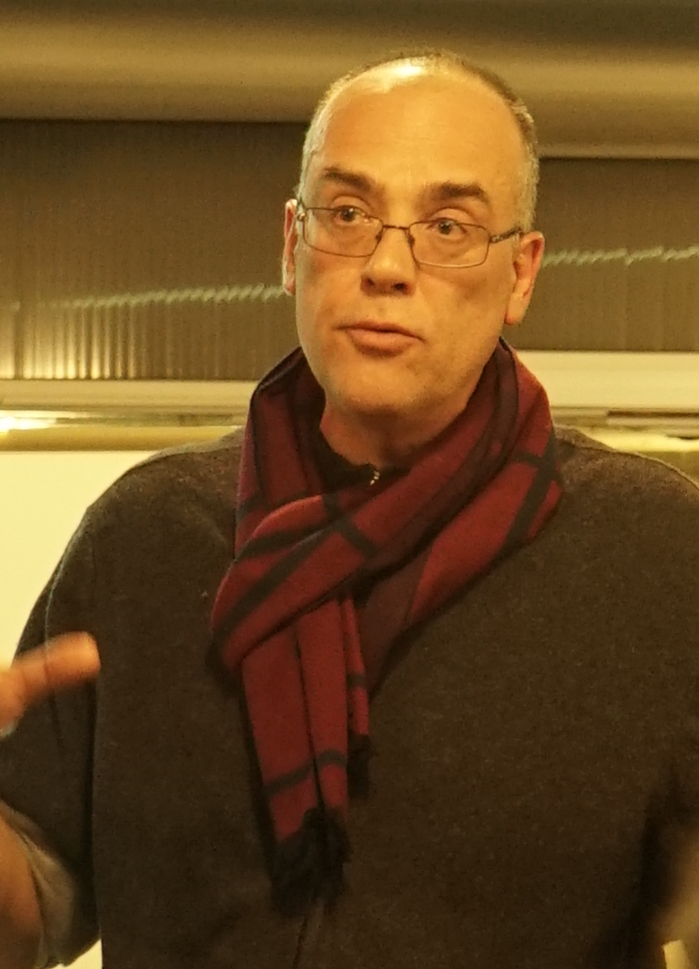
François-Xavier Fauvelle
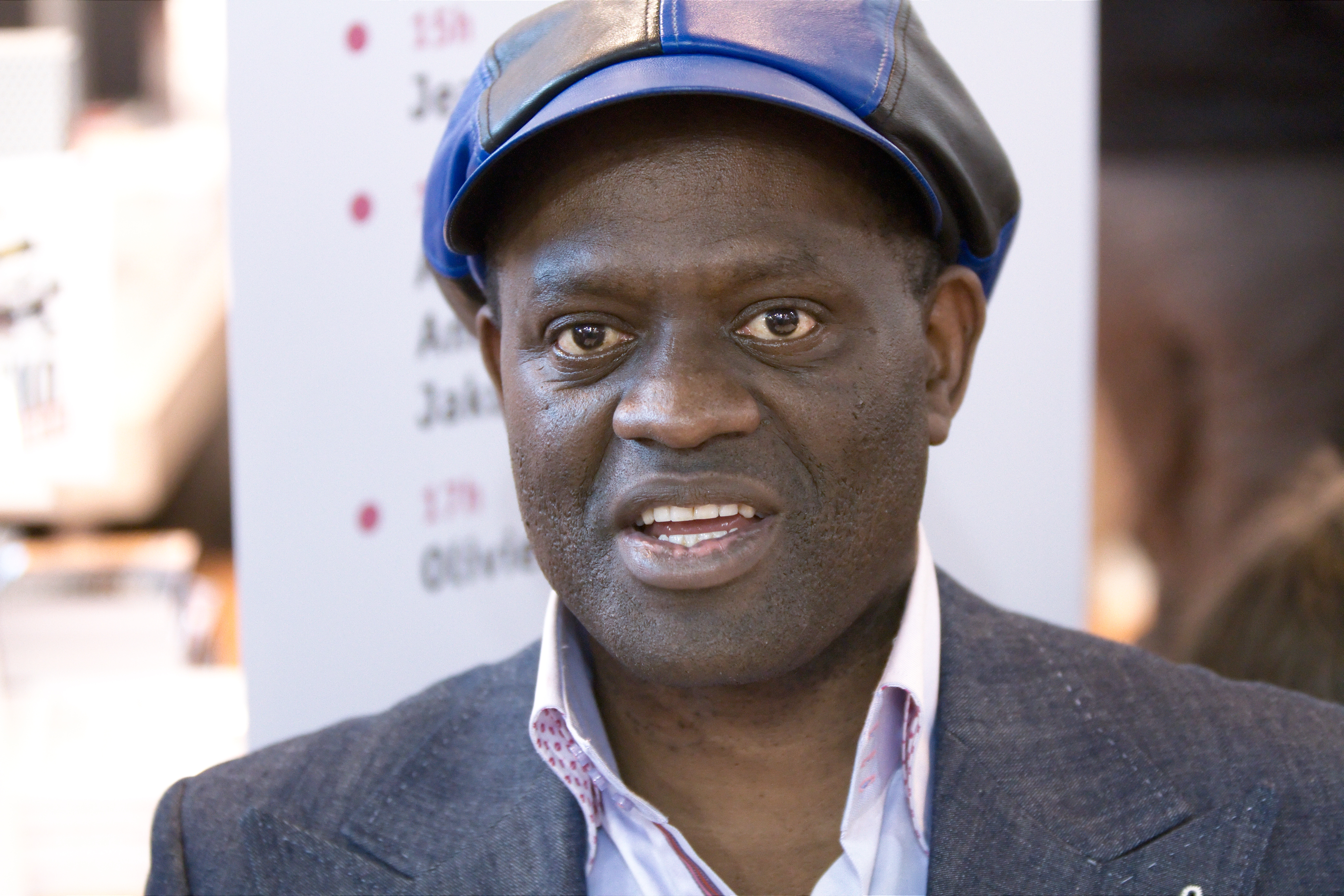
Alain Mabanckou
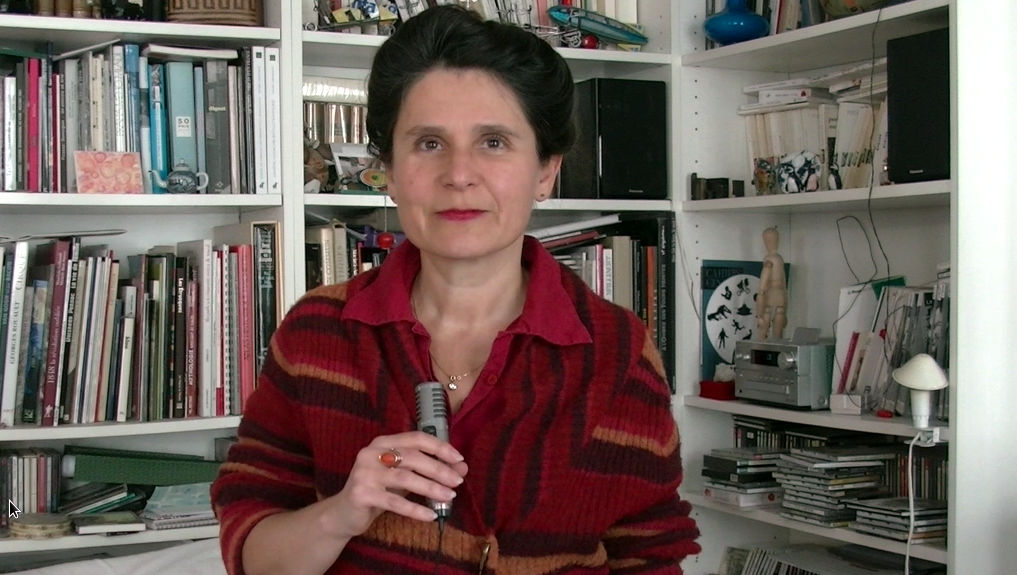
Sophie Wahnich
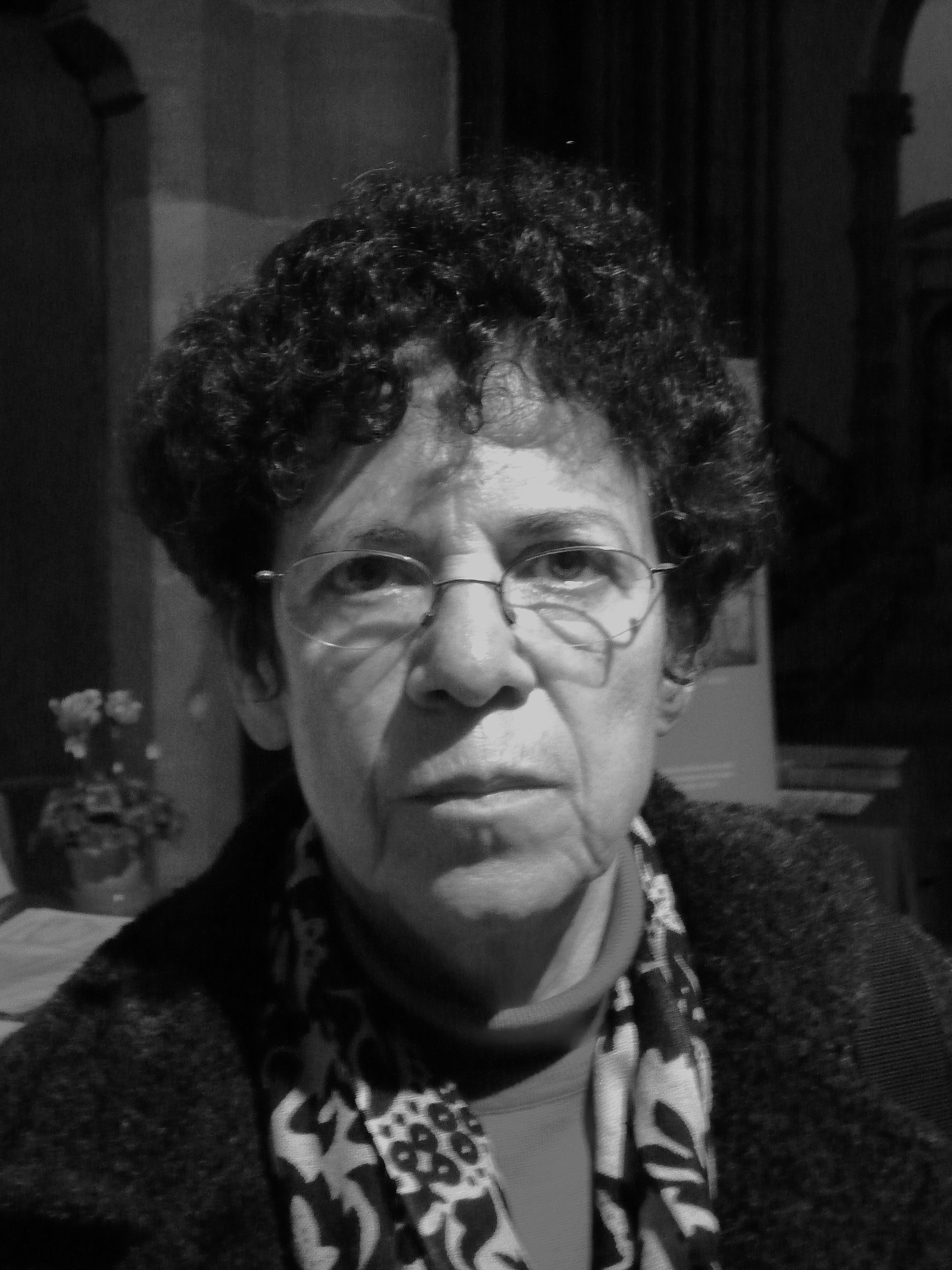
Annette Wieviorka
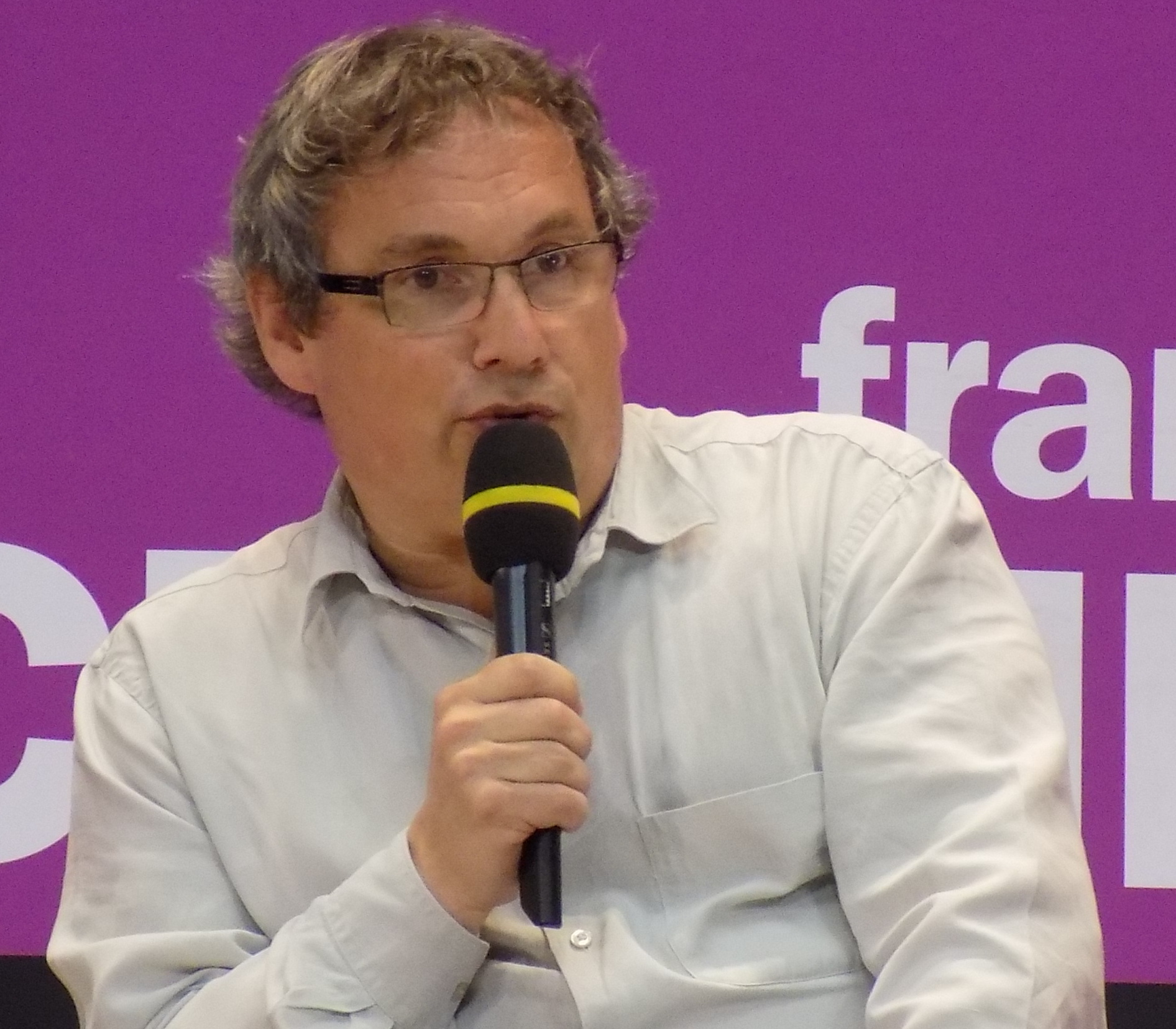
Emmanuel Laurentin
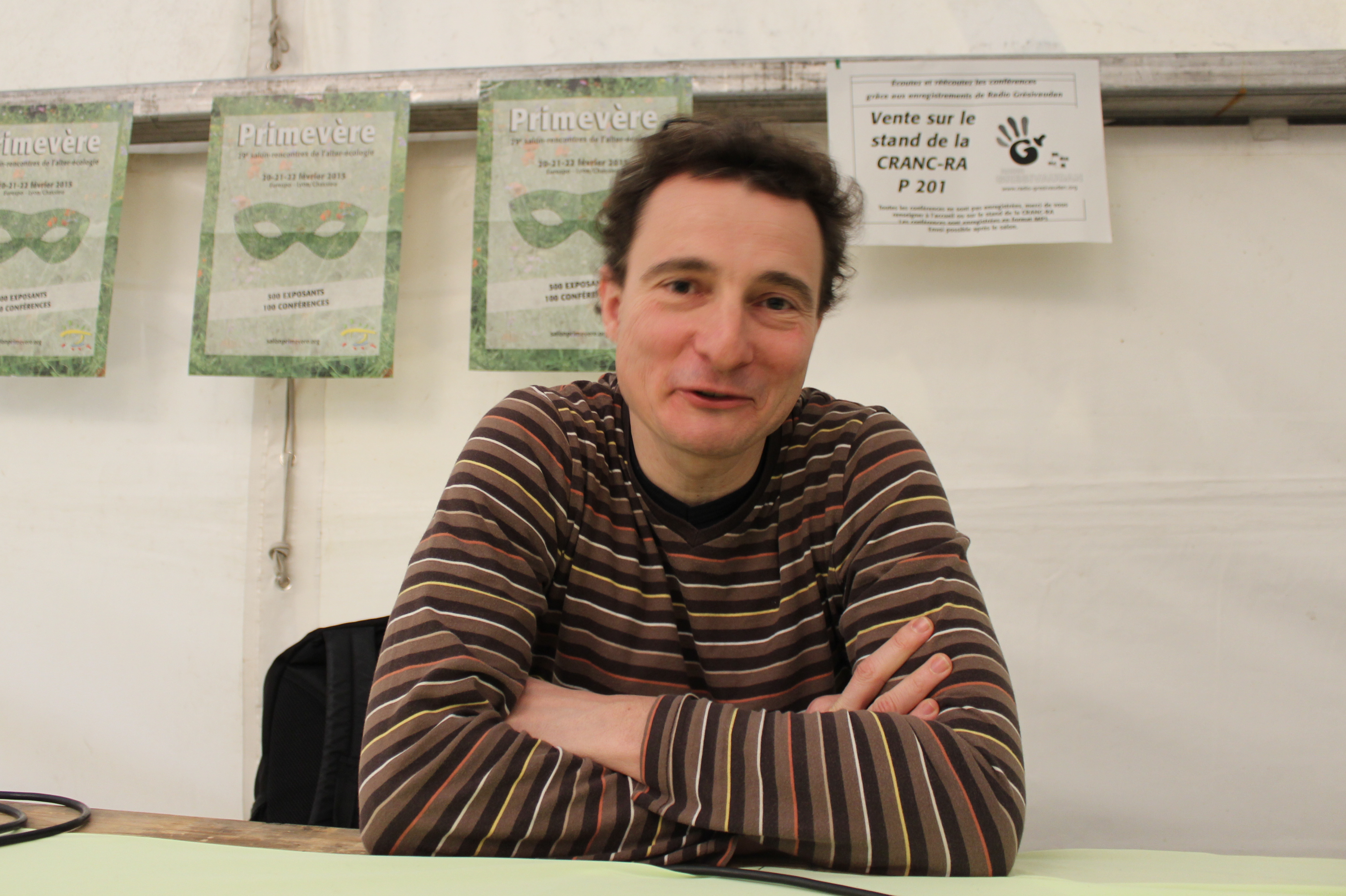
Christophe Bonneuil
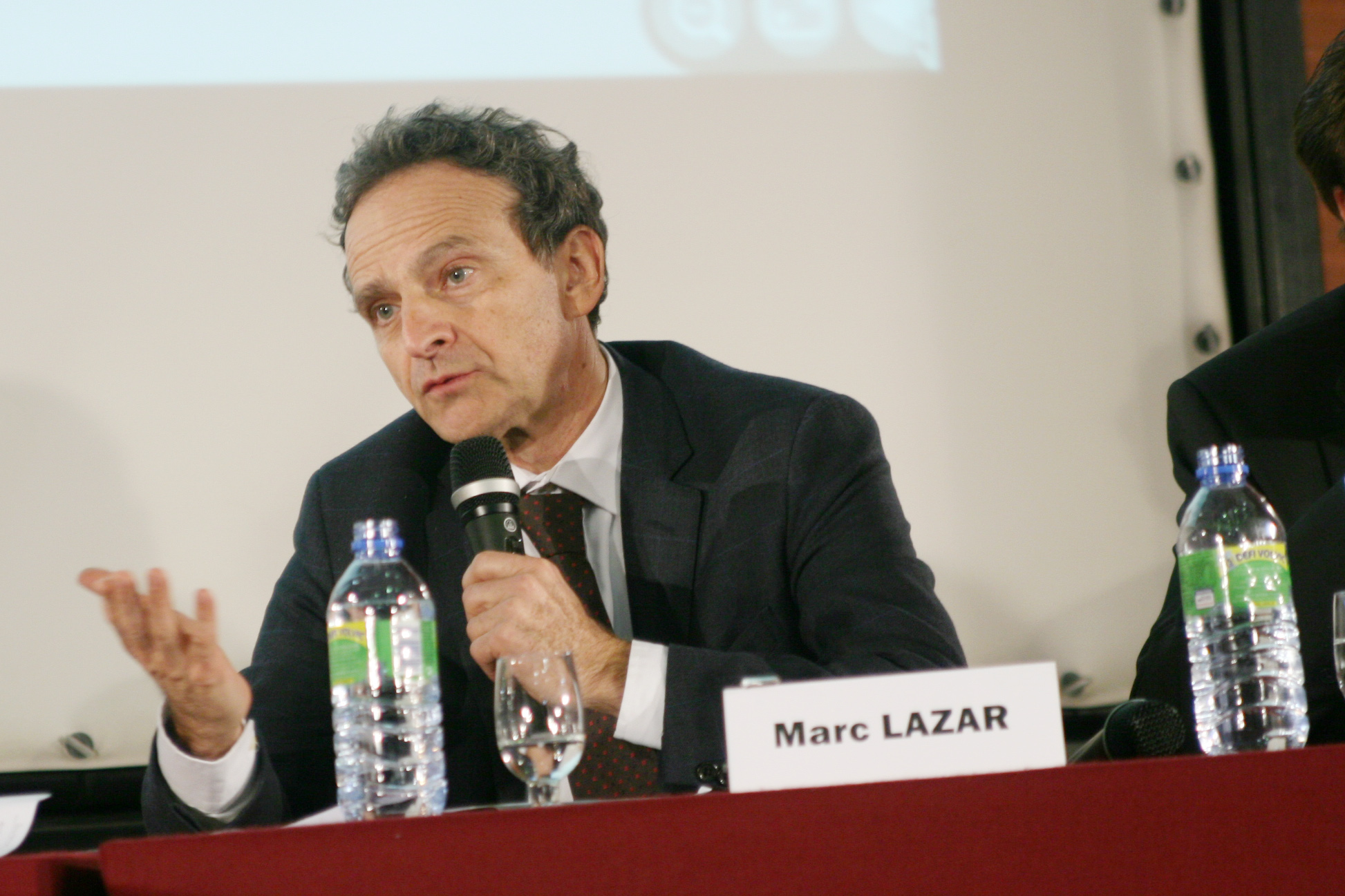
Marc Lazar
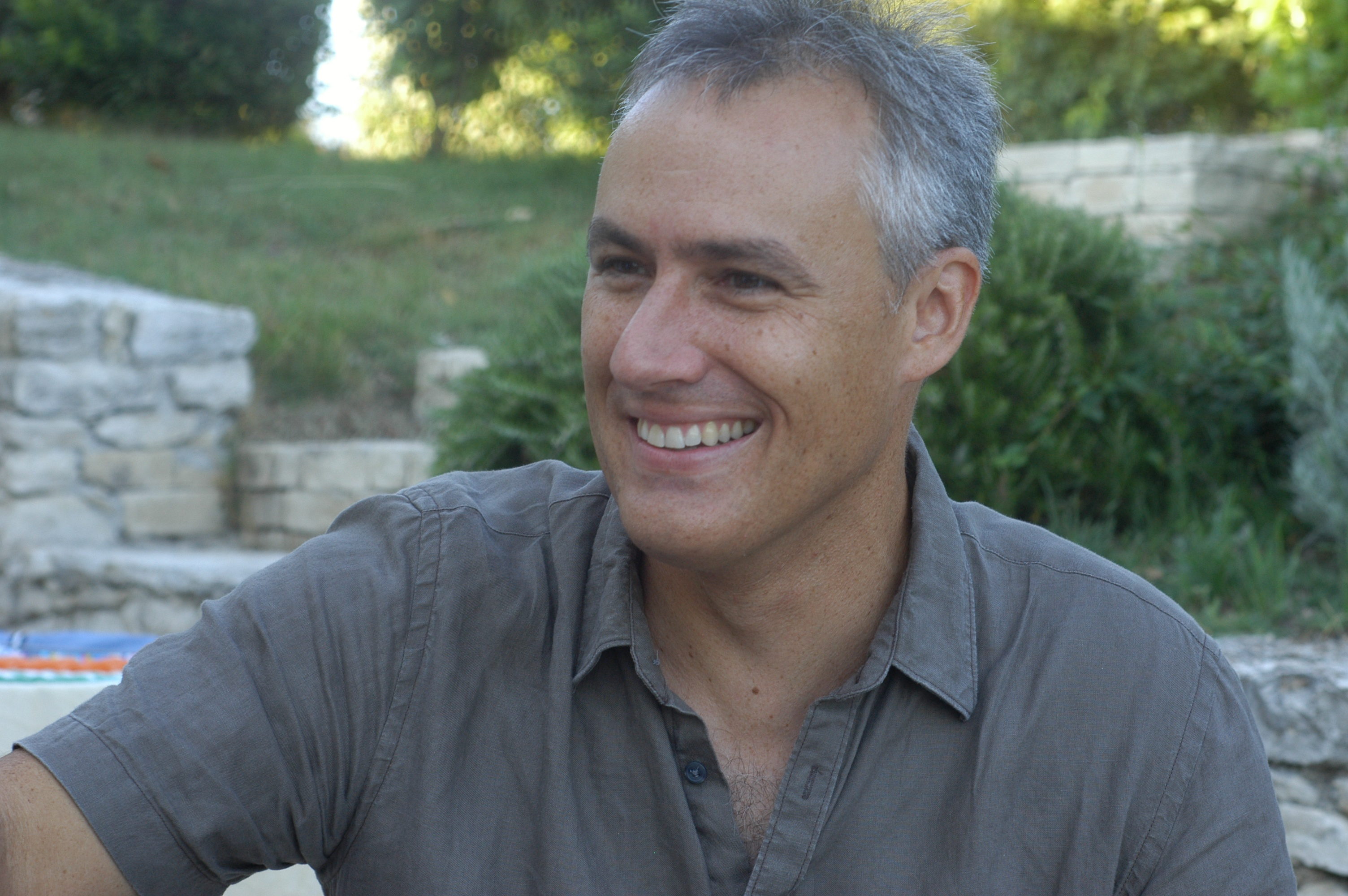
Eric T. Jennings
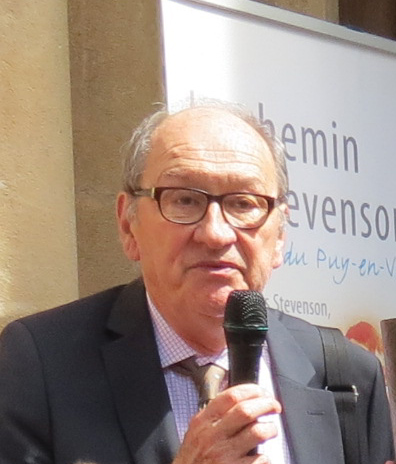
Philippe Joutard
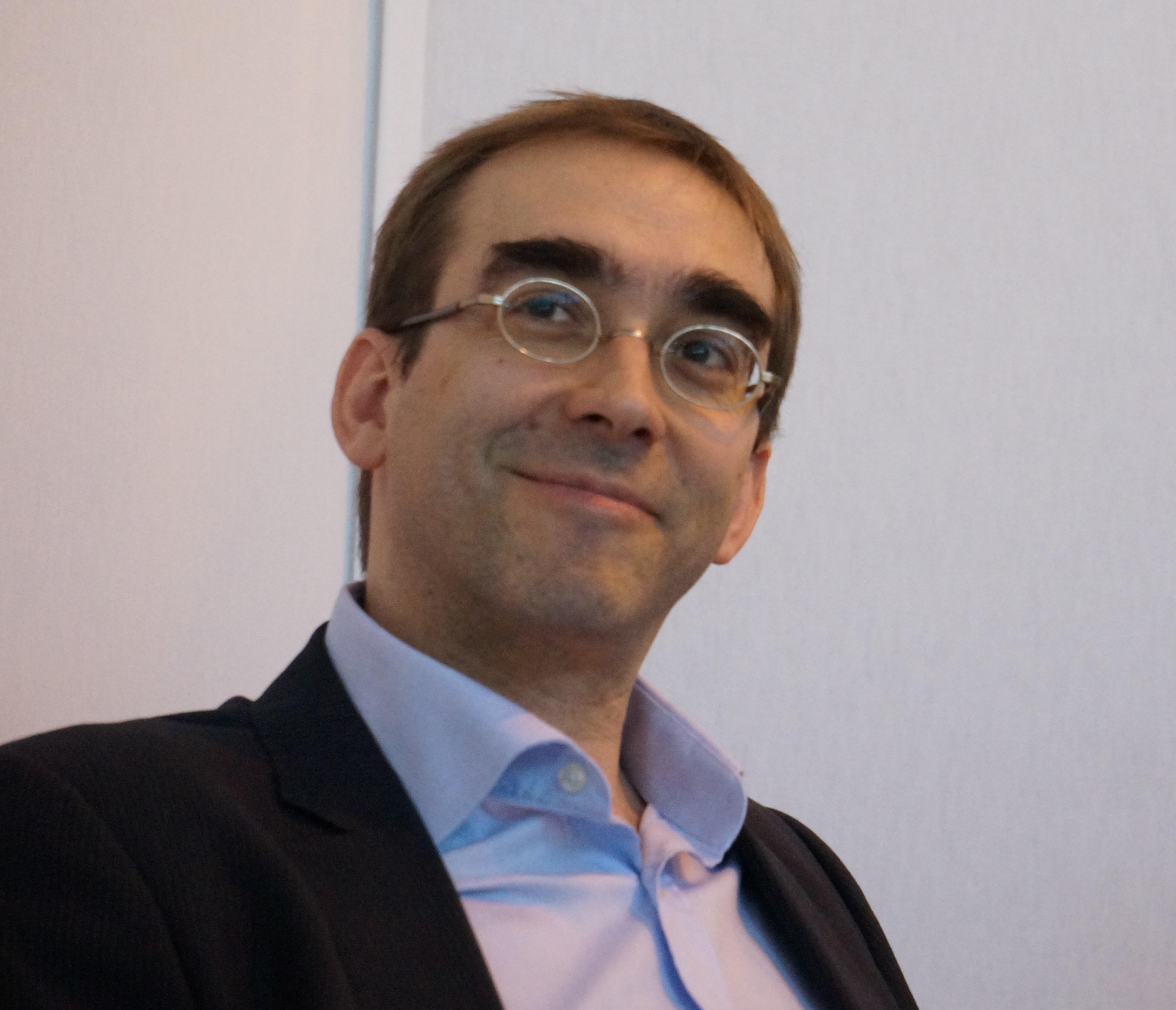
Etienne Anheim
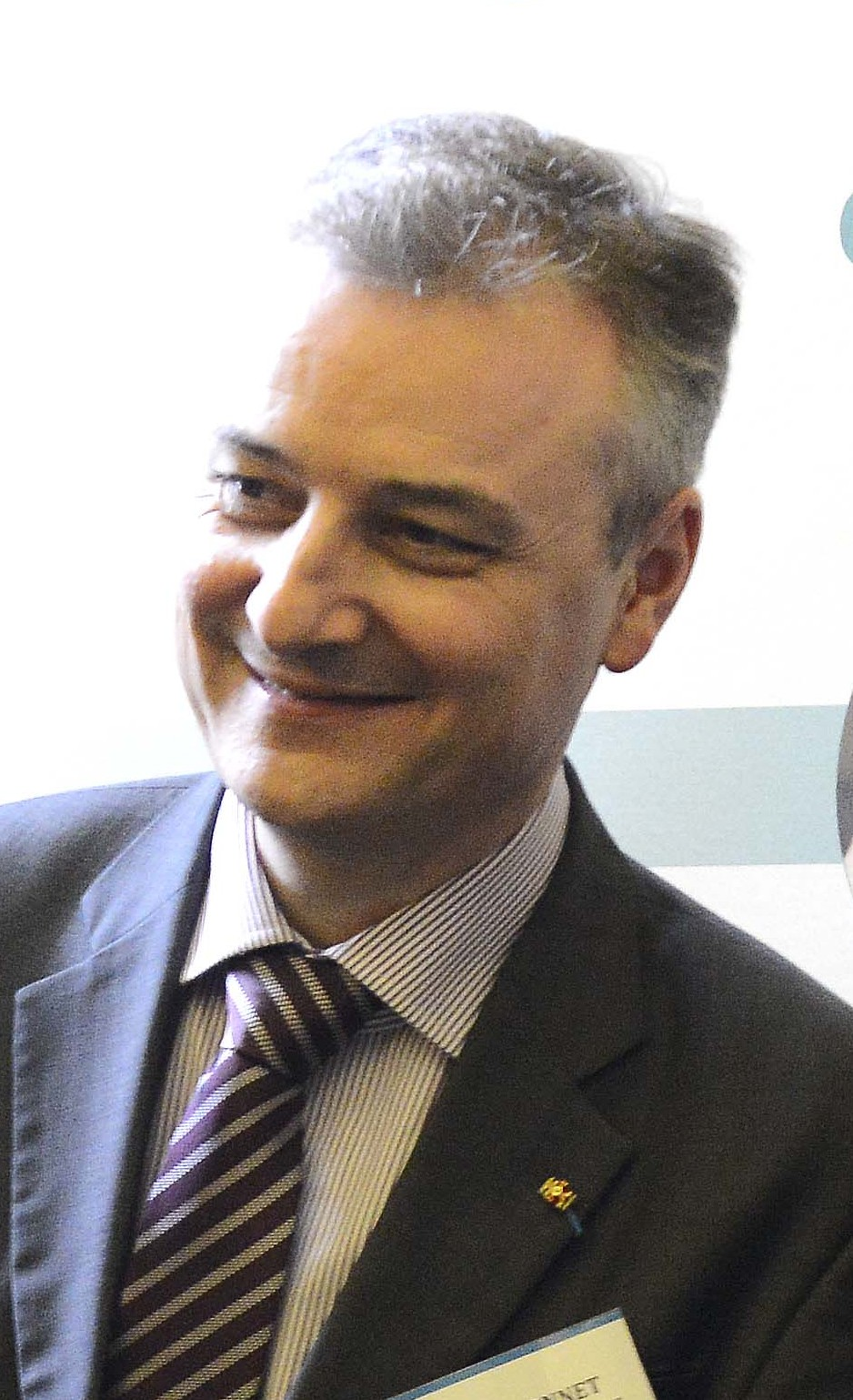
Pierre Monnet

## Contenu de l'ouvrage

### Plan chronologique et entrées par date
Les 146 entrées de l'ouvrage sont réparties de manière chronologique en douze « séquences », selon le terme employé par Patrick Boucheron, de la préhistoire à l'histoire du temps présent. Chacune de ces parties est introduite par un texte de présentation qui en justifie la cohérence. La répartition des dates en chapitres n'a pas été préméditée, les regroupements et les textes introductifs n'ayant été élaborés qu'à la fin du processus éditorial. Cette structure introduit un découpage de l'histoire de France mais ne la périodise pas. Il n'y a pas non plus de narration globale qui relierait les dates et les parties entre elles, ce qui fait dire à Robert Darnton qu'il s'agit d'une « sorte d’encyclopédie organisée selon l’ordre chronologique au lieu de l’ordre alphabétique ». En sa qualité d'historien du livre, il remarque d'ailleurs que le design adopté par l'éditeur, qui crée des « articles autonomes qui se succèdent sans logique évidente et qui sont démarqués par des gros titres », favorise une lecture indépendante de chacune des entrées.
Le choix des dates butoirs donne des indications sur les partis pris de l'ouvrage. La première entrée, qui correspond à la décoration de la grotte Chauvet en 34 000 av. J-C., est une manière de « neutraliser la question des origines » puisqu'il ne saurait être question de parler de France à l'époque. À l'autre extrémité de l'ouvrage, les événements de l'année 2015 sont traités par un journaliste, Emmanuel Laurentin, et s'inscrivent dans une volonté d'interroger les rapports entre l'histoire et l'actualité.
Chaque entrée est dotée d'un titre original, par exemple « 719. L’Afrique frappe à la porte du pays des Francs » ou « 1420. La France aux Anglais ? ». D'un point de vue formel, il s'agit de « récits vivants, courts et accessibles », complétés d'une petite bibliographie qui permet au lecteur d'aller plus loin s'il le souhaite. Il n'y a ni cartes ni illustrations pour accompagner ces récits, ce qui rend l'ouvrage austère.

#### La France avant l'ère chrétienne

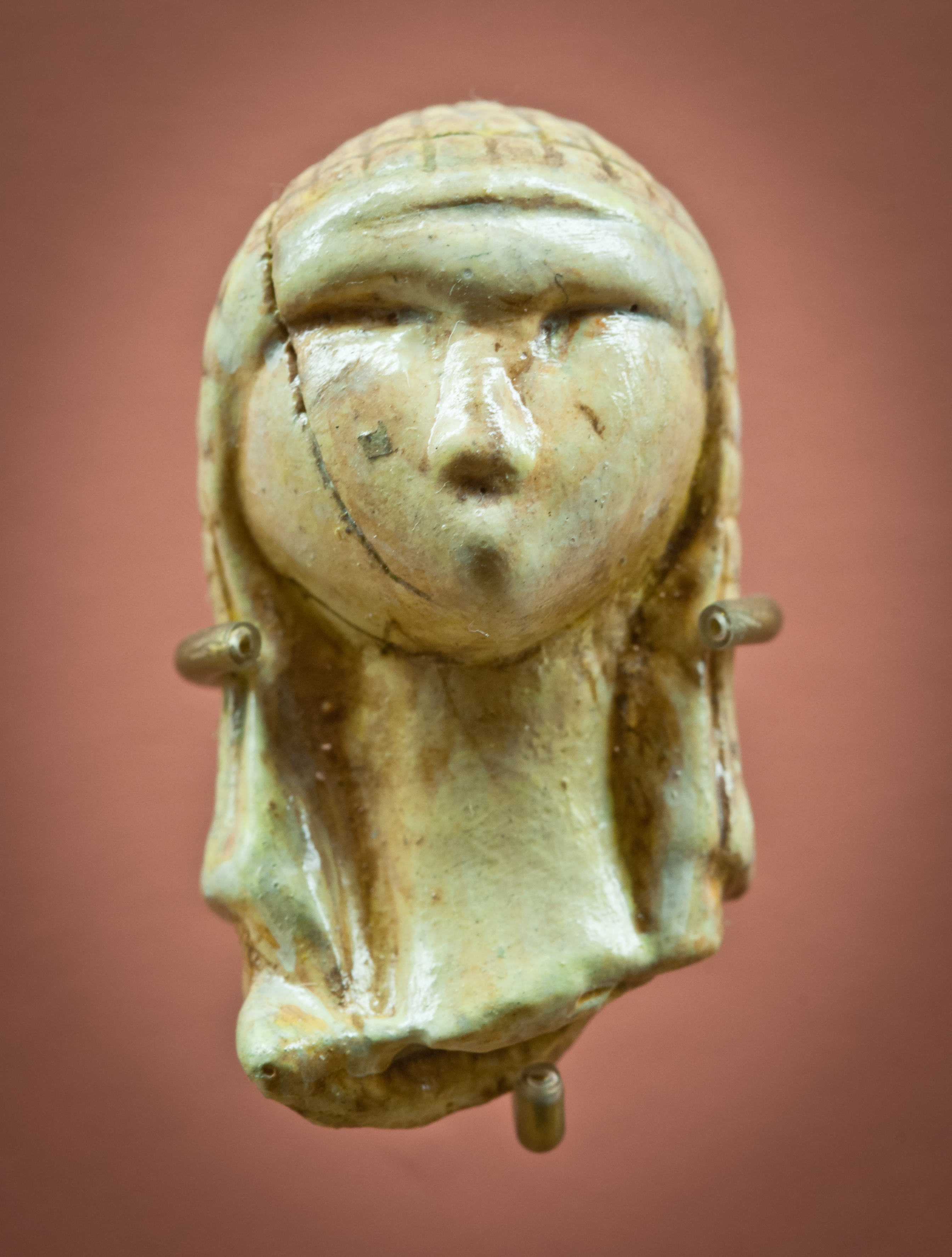
La Dame de Brassempouy, datée de 23000 av. J.-C., fait l'objet d'une contribution de François Bon dans lHistoire mondiale de la France.

Cette partie, intitulée « Aux prémices d'un bout du monde », comprend huit entrées :
- 34 000 av. J.-C. : décoration de la grotte Chauvet, par François Bon ;
- 23 000 av. J.-C. : sculpture de la Dame de Brassempouy, par François Bon ;
- 12 000 av. J.-C. : ornementation des galets du Mas-d'Azil, par Boris Valentin ;
- 5800 av. J.-C. : révolution néolithique, par Jean-Paul Demoule ;
- 4600 av. J.-C. : mégalithes de Carnac, par Grégor Marchand ;
- 600 av. J.-C. : fondation de Marseille, par Vincent Azoulay ;
- 500 av. J.-C. : tombe de Vix, par Laurent Olivier ;
- 52 av. J.-C. : siège d'Alésia, par Yann Potin.

#### De la Gaule romaine à Charlemagne
Cette partie, intitulée « De l'Empire à l'empire », comprend huit entrées :
- 48 : l'empereur Claude favorable à l'entrée des Gaulois au Sénat romain, par Antony Hostein ;
- 177 : martyre des chrétiens de Lyon, par Vincent Puech ;
- 212 : édit de Caracalla, par Maurice Sartre ;
- 397 : mort de Martin de Tours, par Stéphane Gioanni ;
- 451 : bataille des champs Catalauniques, par Edina Bozoky ;
- 511 : Concile d'Orléans, par Magali Coumert ;
- 719 : butin de Ruscino après la conquête de Narbonne par les Arabo-berbères, par François-Xavier Fauvelle ;
- 800 : couronnement de Charlemagne, par Marie-Céline Isaïa.

#### La mise en place du système féodal

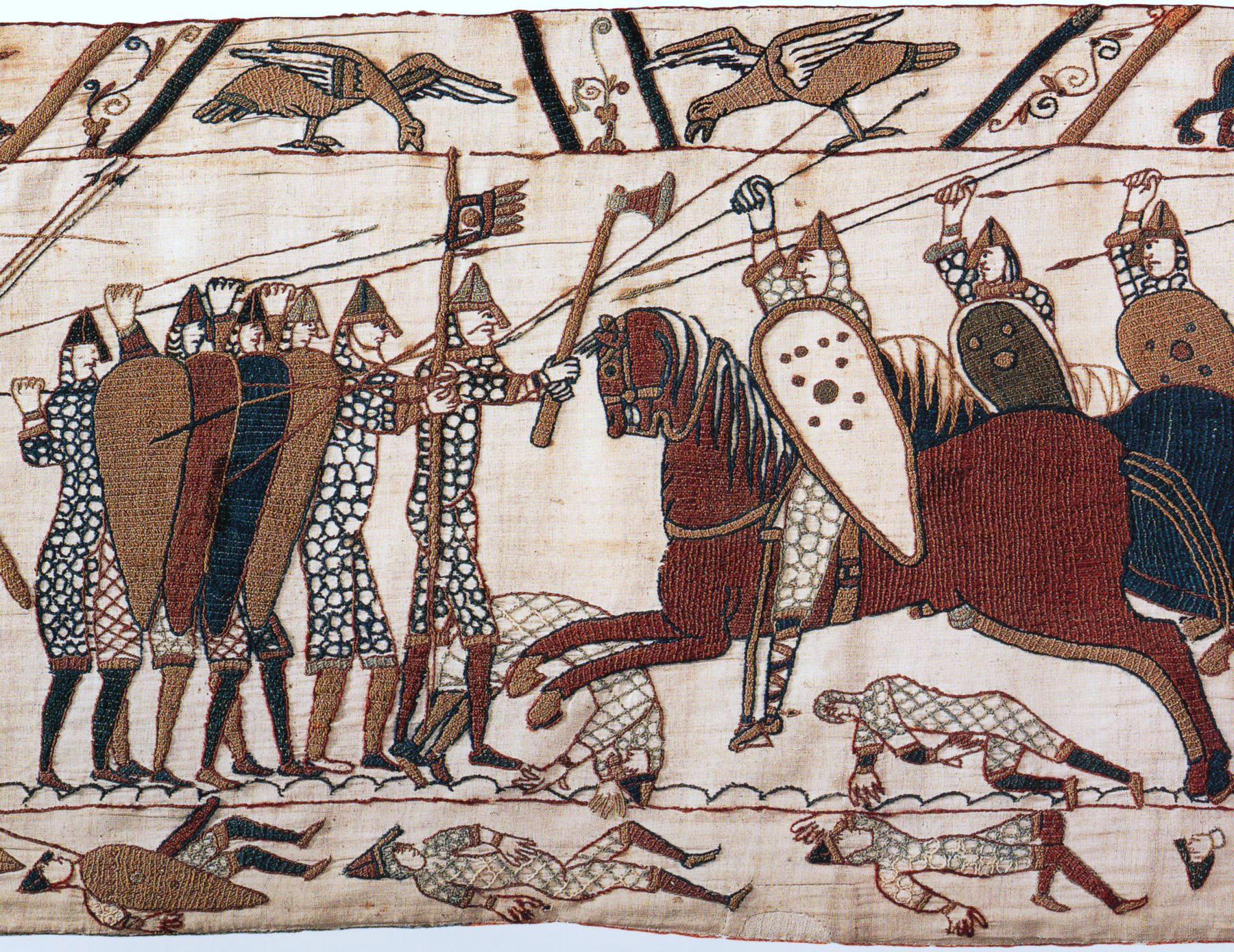
L'armée anglaise encaisse la charge de la cavalerie normande lors de la bataille d'Hastings en 1066, événement qui est traité par Florian Mazel dans lHistoire mondiale de la France.

Cette partie, intitulée « L'ordre féodal conquérant », comprend onze entrées :
- 842-843 : serments de Strasbourg et traité de Verdun, par Michel Banniard ;
- 882 : baptême et alliance avec les Carolingiens du chef viking Godfred de Frise, par Pierre Bauduin ;
- 910 : fondation de l'abbaye de Cluny, par Isabelle Rosé ;
- 987 : élection d'Hugues Capet comme roi de France, par Michel Zimmermann ;
- 1051 : mariage du roi Henri Ier avec Anne de Kiev, par Olivier Guyotjeannin ;
- 1066 : bataille d'Hastings, par Florian Mazel ;
- 1095 : appel de Clermont et première croisade, par Florian Mazel ;
- 1105 : mort de Rachi, par Juliette Sibon ;
- 1137 : mariage de Louis VII avec Aliénor d'Aquitaine, par Fanny Madeline ;
- 1143 : première traduction latine du Coran par la volonté de Pierre le Vénérable, par Dominique Iogna-Prat ;
- 1159 : siège de Toulouse par Henri II Plantagenêt, par Hélène Débax.

#### L'émergence de la puissance française

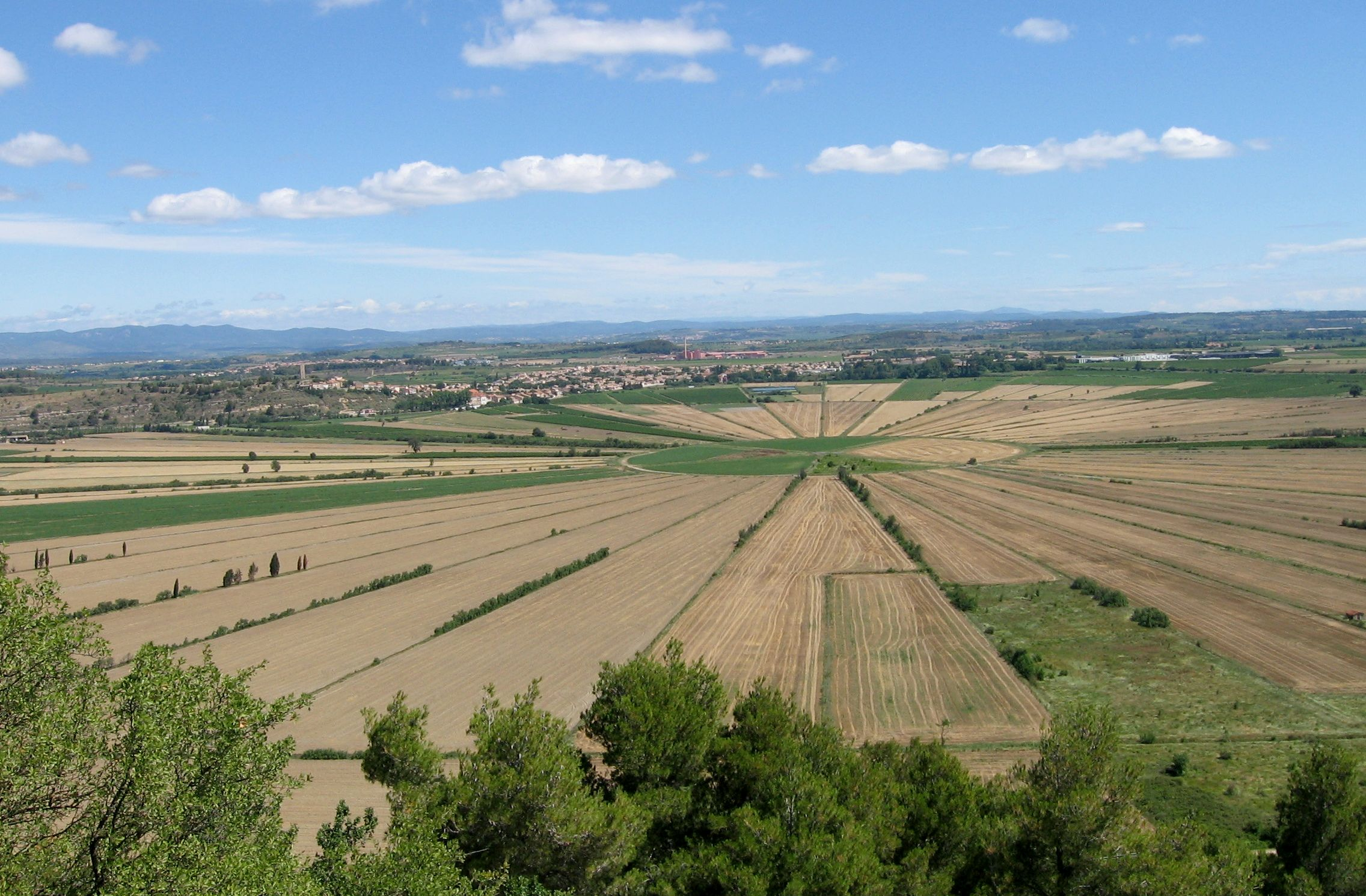
Dans lHistoire mondiale de la France, Jean-Loup Abbé relate l'assèchement de l'étang de Montady en 1247 et la création de champs disposés radialement.

Cette partie, intitulée « Croissance de la France », comprend neuf entrées :
- 1202 : financement de la quatrième croisade par les Vénitiens, par Mathieu Arnoux ;
- 1214 : bataille de Bouvines, par Pierre Monnet ;
- 1215 : Robert de Courçon dote l'université de Paris de statuts, par Alain de Libera ;
- 1247 : assèchement de l'étang de Montady, par Jean-Loup Abbé ;
- 1270 : mort de Saint Louis à Tunis, par Yann Potin ;
- 1282 : Vêpres siciliennes, par Florian Mazel ;
- 1287 : Étienne de Bonneuil devient l'architecte de la cathédrale d'Uppsala, par Étienne Hamon ;
- 1308 : rattachement de Lyon à la France par les Philippines par Sébastien Nadiras ;
- 1336 : l'évêque d'Avignon donne son palais au pape Benoît XII, par Étienne Anheim.

#### Une puissance continentale
Cette partie, intitulée « La grande monarchie d'Occident », comprend 18 entrées :

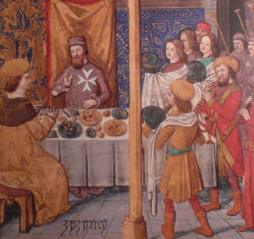
Zizim au château de Bourganeuf, qui a inspiré l'historien Nicolas Vatin.

- 1347 : la peste noire, par Julien Loiseau ;
- 1357 : la grande ordonnance de 1357, par Amable Sablon du Corail ;
- 1369 : assassinat de Pierre Ier de Castille par son demi-frère Henri de Trastamare, par François Foronda ;
- 1380 : entrée de l'Atlas catalan dans la bibliothèque de Charles V, par Yann Potin ;
- 1420 : traité de Troyes, par Yann Potin ;
- 1446 : procès de l'esclave noir Antoine Simon à Pamiers, par Hélène Débax ;
- 1456 : mort de Jacques Cœur à Chios, par Matthieu Scherman ;
- 1484 : Zizim prisonnier en Auvergne, par Nicolas Vatin ;
- 1494 : première guerre d'Italie, par Patrick Boucheron ;
- 1515 : bataille de Marignan, par Amable Sablon du Corail ;
- 1534 : le vœu de Montmartre, par Pierre Antoine Fabre ;
- 1534 : premier voyage de Jacques Cartier, par Yann Lignereux ;
- 1536 : parution de l'Institution de la religion chrétienne de Jean Calvin, par Jérémie Foa ;
- 1539 : l'ordonnance de Villers-Cotterêts, par Patrick Boucheron ;
- 1550 : fête brésilienne lors de la venue d'Henri II à Rouen, par Yann Lignereux ;
- 1572 : le massacre de la Saint-Barthélemy, par Philippe Hamon ;
- 1582 : adoption du calendrier grégorien, par Olivier Guyotjeannin ;
- 1610 : assassinat d'Henri IV, par Stéphane Van Damme.

#### La France au temps de l'absolutisme

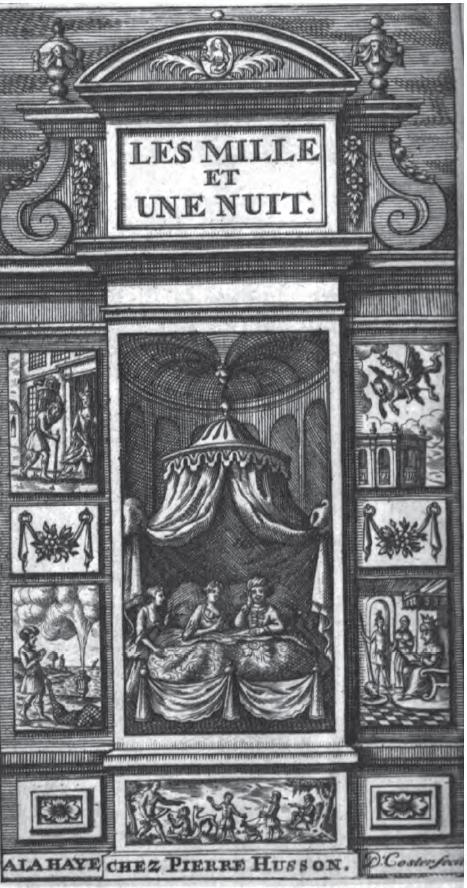
Couverture de l'édition de 1714 des Mille et Une Nuits, récits écrits par Antoine Galland et dont Sylvette Larzul retrace l'histoire.

Cette partie, intitulée « La puissance absolue », comprend douze entrées :
- 1633 : condamnation de Galilée et réaction de Descartes, par Stéphane Van Damme ;
- 1635 : déclaration de guerre à l'Espagne et fondation de la Compagnie des îles d'Amérique, par Jean-Frédéric Schaub ;
- 1659 : traité des Pyrénées et autorisation d'exercice pour David Chaillou, premier chocolatier français, par Jean-Frédéric Schaub ;
- 1662 : Louis XIV achète Dunkerque aux Anglais, par Renaud Morieux ;
- 1664 : fondation de la Compagnie des Indes occidentales et de la Compagnie des Indes orientales, par Frédéric Régent ;
- 1682 : installation de la cour au château de Versailles, par Pauline Lemaigre-Gaffier ;
- 1683 : deuxième bombardement d'Alger et Code noir de 1685, par Jean-Frédéric Schaub ;
- 1685 : l'édit de Fontainebleau, par Philippe Joutard ;
- 1686 : réception des ambassadeurs du roi du Siam à Versailles, par Romain Bertrand ;
- 1712 : parution des neuvième et dixième volumes des Contes des Mille et Une Nuits d'Antoine Galland, par Sylvette Larzul ;
- 1715 : réception de l'ambassadeur de Perse à Versailles, par Thierry Sarmant ;
- 1720 : banqueroute de Law, par François Velde.

#### Le France des Lumières
Cette partie, intitulée « La nation des Lumières », comprend onze entrées :
- 1751 : début de la publication de l'Encyclopédie, par Jean-Luc Chappey ;
- 1763 : traité de Paris, par Yann Lignereux ;
- 1769 : retour de Bougainville après sa circumnavigation, par Antoine Lilti ;
- 1771 : représentation de Zémire et Azor, par Mélanie Traversier ;
- 1773 : la Grande Loge devient le Grand Orient de France, par Pierre-Yves Beaurepaire ;
- 1784 : Sade emprisonné à la Bastille, par Anne Simonin ;
- 1789 : début de la Révolution française, par Annie Jourdan ;
- 1790 : déclaration de paix au monde de l'Assemblée constituante, par Sophie Wahnich ;
- 1791 : révolte des esclaves de Saint-Domingue, par Manuel Covo ;
- 1793 : création du Muséum d'histoire naturelle de Paris, par Hélène Blais ;
- 1794 : fin de la Terreur, par Guillaume Mazeau.

#### Le temps de l'influence révolutionnaire

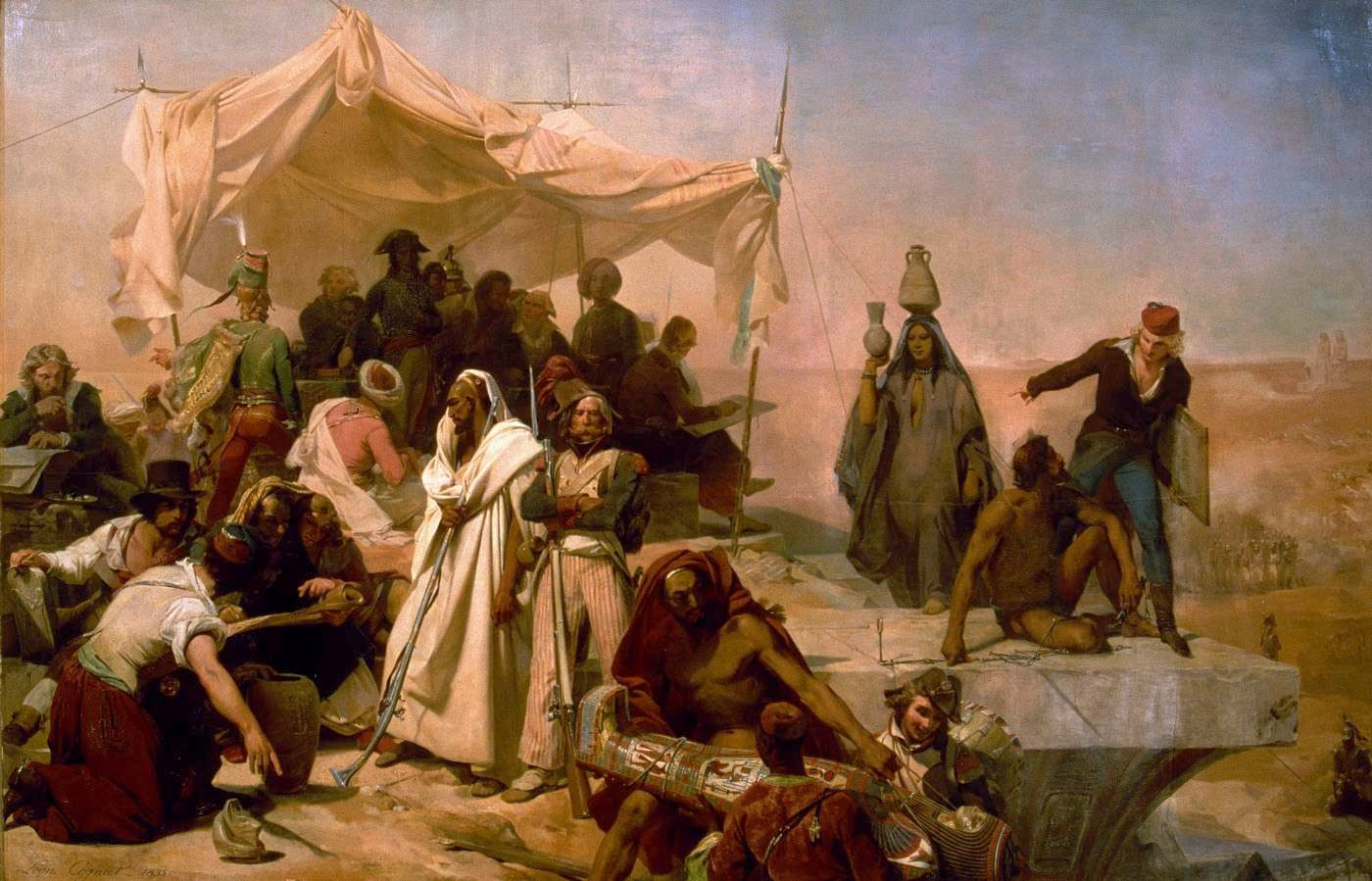
Julien Loiseau consacre une contribution à l'expédition d'Égypte (L’Expédition d’Égypte sous les ordres de Bonaparte, peinture de Léon Cogniet, début XIXe siècle).

Cette partie, intitulée « Une patrie pour la Révolution universelle », comprend quatorze entrées :
- 1795 : création de l'Institut, par Julien Vincent ;
- 1798 : départ de l'expédition d'Égypte, par Julien Loiseau ;
- 1804 : promulgation du Code civil, par Jean-Louis Halpérin ;
- 1804 : sacre de Napoléon Ier, par Thierry Sarmant ;
- 1808 : début de la guerre d'Espagne, par Geneviève Verdo ;
- 1811 : extension maximale de l'Empire, par Aurélien Lignereux ;
- 1815 : restitution des œuvres d'art prises par la France lors des conquêtes militaires, par Bénédicte Savoy ;
- 1816 : éruption du volcan Tambora en 1815 et ses conséquences sur le climat l'année suivante, par Jean-Baptiste Fressoz et Fabien Locher ;
- 1825 : création d'un comité philhellène, par Hervé Mazurel ;
- 1832 : l'épidémie de choléra frappe Paris, par Nicolas Delalande ;
- 1840 : effervescence des idées utopistes (parution de Voyage en Icarie, Qu'est-ce que la propriété ?, Organisation du travail…), par François Jarrige ;
- 1842 : La Comédie humaine prend son titre définitif, par Jérôme David ;
- 1848 : le Printemps des peuples, par Quentin Deluermoz ;
- 1852 : début de la colonisation pénitentiaire en Guyane, par Jean-Lucien Sanchez.

#### Une forme française de mondialisation

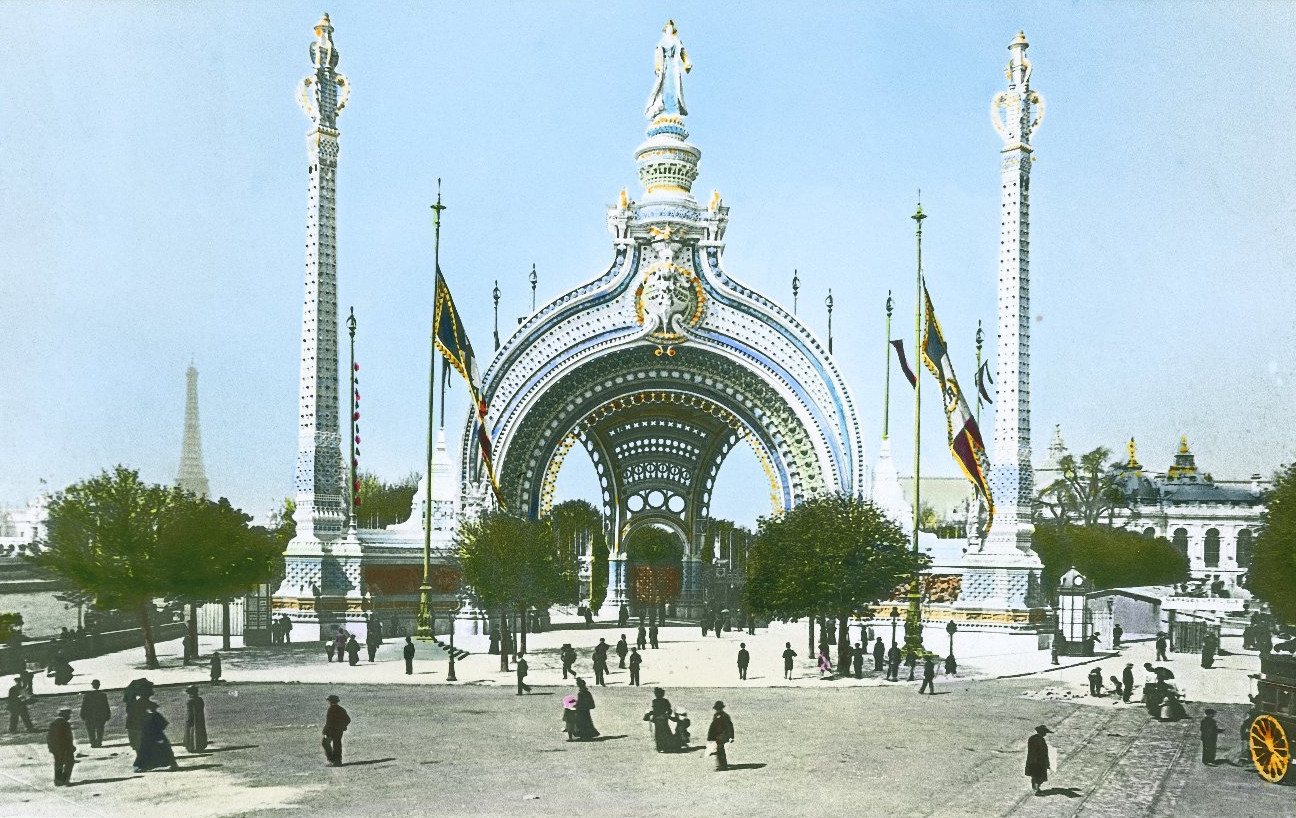
La porte monumentale de Binet, place de la Concorde, est l'une des entrées de l'exposition universelle de 1900, thème de la contribution de Christophe Charle à lHistoire mondiale de la France.

Cette partie, intitulée « Une mondialisation à la française », comprend quatorze entrées :
- 1858 : apparitions de la Vierge à Lourdes, par Guillaume Cuchet ;
- 1860 : traité de libre-échange franco-britannique de 1860, par David Todd ;
- 1863 : Napoléon III veut faire de l'Algérie un royaume arabe vassal de la France, par Claire Fredj ;
- 1869 : inauguration du canal de Suez, par Valeska Huber ;
- 1871 : Commune de Paris, par Quentin Deluermoz ;
- 1875 : signature de la convention du mètre et création du BIPM, par Nicolas Delalande ;
- 1882 : conférence d'Ernest Renan exposant sa conception « spirituelle » de la Nation, par Sylvain Venayre ;
- 1883 : création de l'Alliance française, par Pierre Singaravélou ;
- 1889 : proclamation de la république au Brésil, par Maud Chirio ;
- 1891 : création du premier Institut Pasteur outre-mer par Albert Calmette, par Guillaume Lachenal ;
- 1892 : début des attentats anarchistes, par Jenny Raflik ;
- 1894 : l'affaire Dreyfus et son influence en Europe, par Arnaud-Dominique Houte ;
- 1900 : Exposition universelle de 1900, par Christophe Charle ;
- 1903 : prix Nobel de physique attribué à Henri Becquerel, Pierre et Marie Curie, par Natalie Pigeard-Micault.

#### Un premierxxesièclemarqué par les guerres

Parmi les entrées inattendues du livre, celle consacrée au parfum no 5 de Chanel est rédigée par Eugénie Briot.

Cette partie, intitulée « Modernité dans la tourmente », comprend vingt-deux entrées :
- 1907 : Les Demoiselles d'Avignon, par Laurence Bertrand Dorléac ;
- 1913 : ouverture du Negresco à Nice, par Sylvain Venayre ;
- 1914 : déclenchement de la Première Guerre mondiale, par Bruno Cabanes ;
- 1917 : révolte kanak de 1917, par Alban Bensa ;
- 1919 : deuxième congrès panafricain et Conférence de la paix, par Emmanuelle Sibeud ;
- 1920 : Albert Thomas prend la direction du Bureau international du travail, par Bruno Cabanes ;
- 1921 : lancement du parfum No 5 par Chanel, par Eugénie Briot ;
- 1923 : arrivée à Marseille des réfugiés arméniens Aznavourian, parents de Charles Aznavour, par Anouche Kunth ;
- 1927 : loi du 10 août 1927 sur la nationalité, par Claire Zalc ;
- 1931 : exposition coloniale internationale, par Pascale Barthélémy ;
- 1933 : parution de La Condition humaine, par Jean-Louis Jeannelle ;
- 1936 : le Front populaire, par Nicolas Delalande ;
- 1940 : ralliement de l'AEF à la France libre, par Eric Jennings ;
- 1940 : découverte de la grotte de Lascaux, par Yann Potin ;
- 1942 : rafle du Vel' d'Hiv', par Annette Wieviorka ;
- 1946 : premier festival de Cannes, par Antoine de Baecque ;
- 1948 : Déclaration universelle des droits de l'Homme, par Dzovinar Kévonian ;
- 1949 : parution du Deuxième Sexe, par Sylvie Chaperon ;
- 1953 : mort de Staline, par Marc Lazar ;
- 1954 : appel de l'abbé Pierre, par Axelle Brodiez-Dolino ;
- 1958 : crise du 13 mai 1958, par Sylvie Thénault ;
- 1960 : échec de la fédération du Mali, par Jean-Pierre Bat ;

#### Une puissance moyenne dans l'Europe et le monde

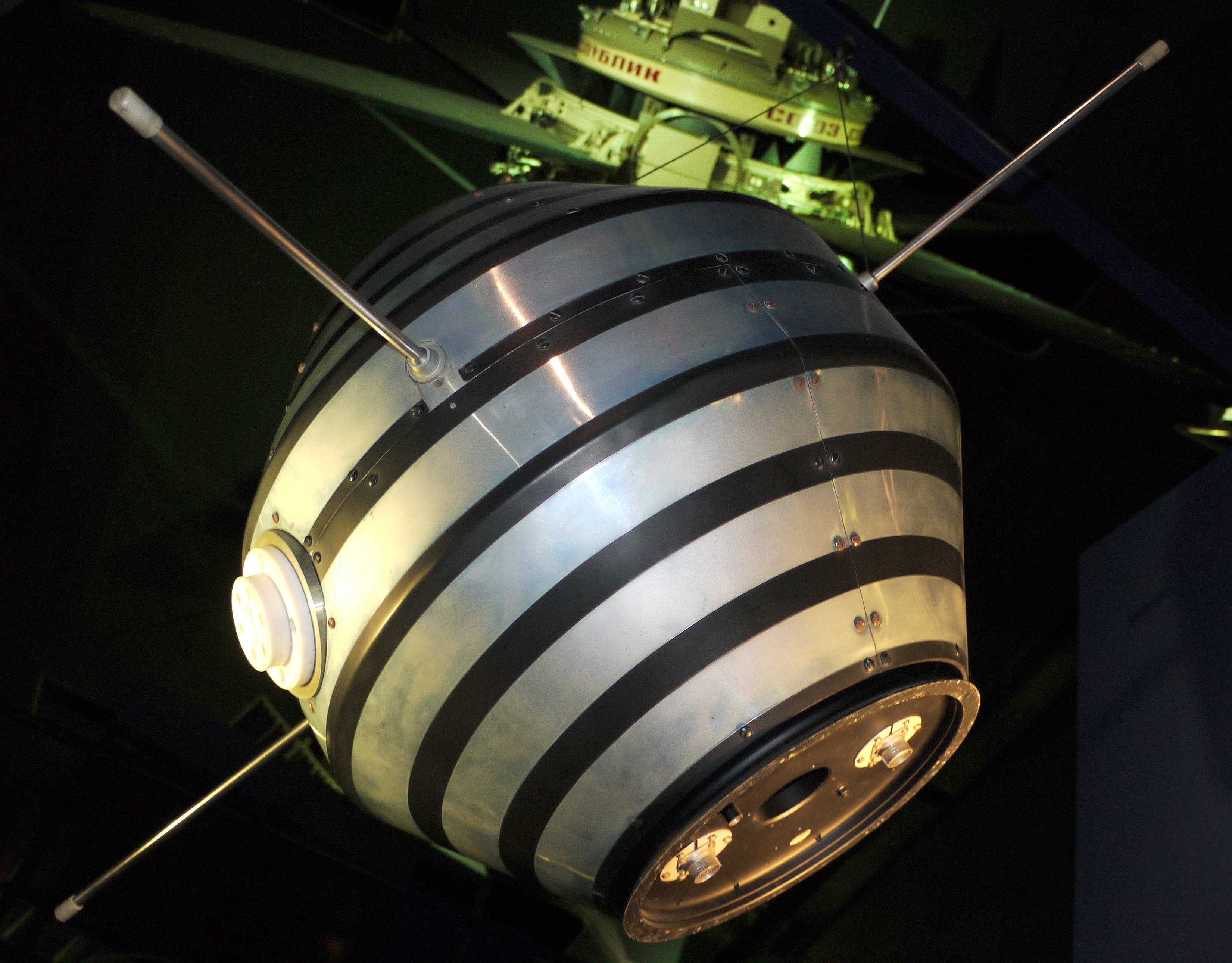
Sebastian Grevsmühl propose une contribution sur le satellite Astérix.

Cette partie, intitulée « Après l'empire, dans l'Europe », comprend douze entrées :
- 1960 : opération Gerboise bleue, par Sezin Topçu ;
- 1961 : mort de Frantz Fanon, par Emmanuelle Loyer ;
- 1962 : abandon de la souveraineté française sur le quartier maghrébin de Jérusalem, par Vincent Lemire ;
- 1962 : début de la politique agricole commune, par Armel Campagne, Léna Humbert et Christophe Bonneuil ;
- 1965 : lancement du satellite Astérix, par Sebastian Grevsmühl ;
- 1968 : Mai 68, par Ludivine Bantigny ;
- 1973 : premier choc pétrolier, par Christophe Bonneuil ;
- 1973 : coup d'État du 11 septembre au Chili, par Maud Chirio ;
- 1974 : suspension de l'immigration de travail, par Alexis Spire ;
- 1979 : affaire des diamants de Bokassa, par Jean-Pierre Bat ;
- 1983 : tournant de la rigueur, par François Denord ;
- 1984 : mort de Michel Foucault, par Philippe Artières.

#### La France dans l'après guerre froide (jusqu'en 2015)
Cette partie, intitulée « Aujourd'hui en France », comprend sept entrées :
- 1989 : bicentenaire de la Révolution française, par Patrick Garcia ;
- 1992 : ratification du traité de Maastricht, par Laurent Warlouzet ;
- 1998 : victoire française à la Coupe du monde de football, par Stéphane Beaud ;
- 2003 : discours de Dominique de Villepin devant le Conseil de sécurité des Nations unies, par Leyla Dakhli ;
- 2008 : mort d'Aimé Césaire, par Alain Mabanckou ;
- 2011 : affaire Dominique Strauss-Kahn, par Nicolas Delalande ;
- 2015 : les attentats de janvier et novembre, par Emmanuel Laurentin.

### Renvois, «parcours buissonniers» et index
Chaque entrée du livre propose des renvois vers d'autres dates, invitant à des comparaisons thématiques ou analogiques entre les événements. En outre des « parcours buissonniers » sont proposés en fin d'ouvrage. Les dates y sont regroupées par thèmes, mais selon une logique moins attendue. Enfin un index onomastique clôt cette Histoire mondiale de la France, et, à la surprise des auteurs qui ont promu une approche originale de l'histoire de France, les noms les plus fréquemment cités sont Charles de Gaulle, Louis XIV et Napoléon.

## Réception du livre

### Accueil critique

#### Un livre globalement très apprécié par la presse
À la sortie du livre, la presse se montre séduite, voire enthousiaste. Dans Le Point, François-Guillaume Lorrain constate que « le lecteur qui flâne parmi ces 146 dates est tout de suite entraîné et oxygéné par le bol d'air que constitue ce grand œuvre ». Laurent Testot, qui en fait le compte rendu pour Sciences humaines, note que « l’entreprise étonne par son homogénéité autant que par sa richesse réflexive ». Jean-Marie Durand, des Inrockuptibles, vante pour sa part une histoire de France « enfin libérée du cadre nostalgique de ses grandes dates mythiques » et voit dans cet ouvrage « une somme essentielle pour comprendre ce que fut et est réellement la France ». Dans L'Express, Alexis Lacroix et Christian Makarian le décrivent simplement comme « accessible et passionnant », rejoignant l'avis de Gilles Heuré pour Télérama qui estime que les auteurs ont su concilier « l'envie de raconter et le sérieux de la méthode ». Élodie Maurot écrit dans La Croix tout le bien qu'elle pense de ce livre qui « offre à l’histoire de notre pays d’être éclairée par de nouveaux points de vue, d’entendre les échos surprenants venus du lointain ». Patrice Trapier, pour le compte du Journal du dimanche, se félicite de la déconstruction du roman national réalisée par l'équipe d'historiens : « l'ouvrage démontre, non par un matraquage idéologique, mais par l'accumulation de preuves scientifiques, que l'idée d'une France figée dans une identité éternelle n'est qu'un mythe historique recouvrant un dessein politique ». Quant à Éric Aeschimann, de L'Obs, il n'hésite pas à parler de « fresque époustouflante, antidote à toutes les pseudo-identités nationales ». Dans Le Monde des livres, Julie Clarini tresse des lauriers à ce « projet collectif, une somme savante et un jalon historiographique ».
La presse quotidienne régionale, elle aussi, apprécie grandement l'Histoire mondiale de la France. Jean-Pierre Bédéï conclut ainsi sa recension de l'ouvrage pour La Dépêche du Midi par cette phrase positive : « cette approche ouverte de l’histoire de la France apporte des éclairages souvent pertinents, et le choix de dates ou de faits peu connus s’avère toujours instructif ». Claude Sérillon, chroniqueur pour La Montagne, se montre également emballé par ce livre « plein de découvertes réjouissantes pour l’esprit ».

#### Un ouvrage sévèrement critiqué par les essayistes conservateurs dans la presse de droite et d'extrême droite

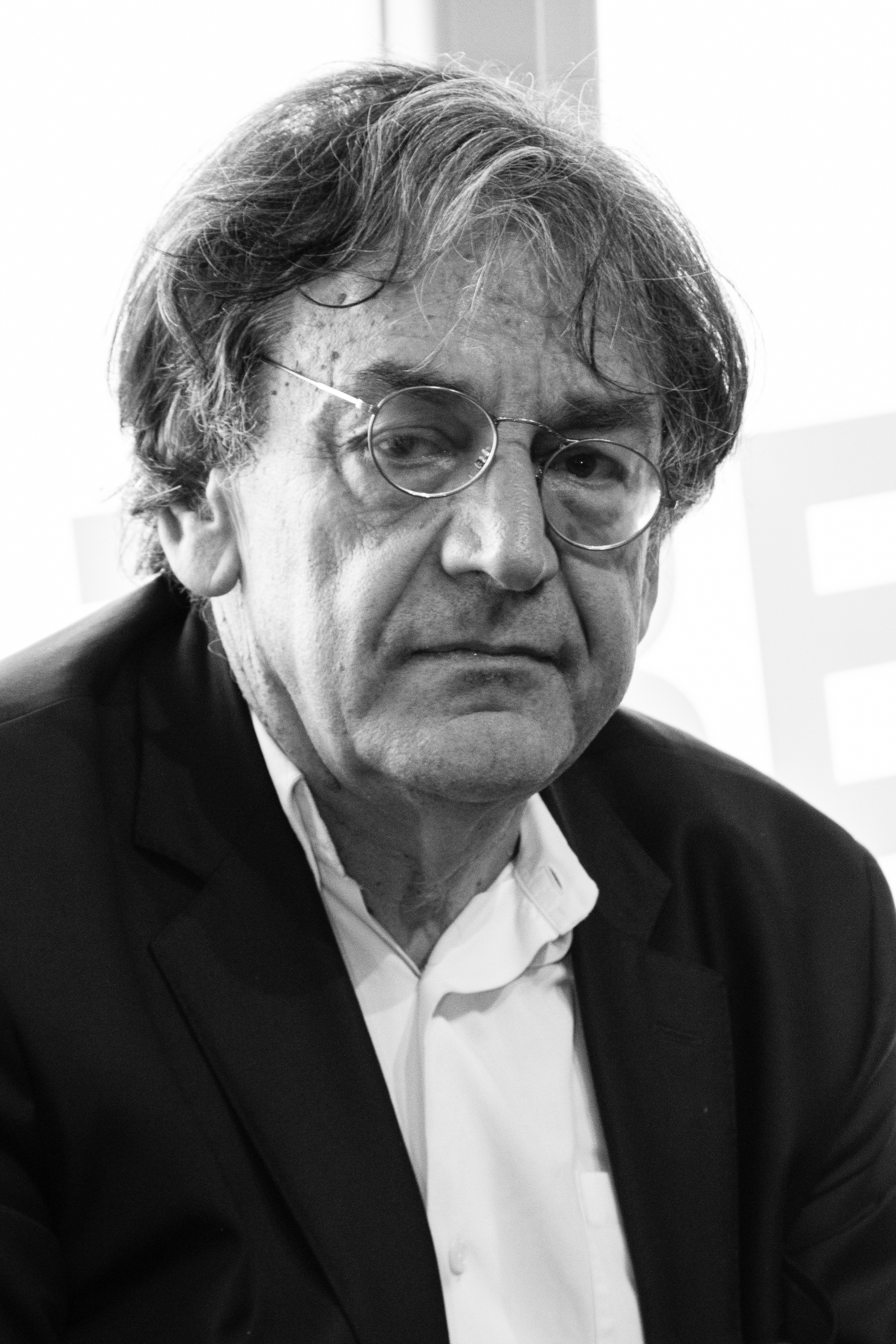
Alain Finkielkraut fait partie des penseurs conservateurs qui ont vivement critiqué lHistoire mondiale de la France.

Dès sa parution, l'ouvrage divise la critique, journalistes de gauche et de droite s'opposant sur son caractère militant. Il s'attire particulièrement les foudres des intellectuels conservateurs, comme lorsque Alain Finkielkraut en fait une sévère critique dans le cadre habituellement très calme de l'Académie française. L’ouvrage est pour lui un « bréviaire de la bien-pensance et de la soumission ». Il décrit ses auteurs comme des « fossoyeurs du grand héritage français » qui « n’ont que l’Autre à la bouche et sous la plume » mettant en doute que le fait qu'affirmer qu'il n’y a pas de civilisation française et que la France n’a rien de spécifiquement français puisse contribuer à résoudre la crise du vivre-ensemble,.
Pour sa part, Éric Zemmour dénonce dans une chronique une manière de faire de l'histoire qui revient à « dissoudre la France ». L'ouvrage s'inscrit, selon lui, dans une volonté de déconstruction de notre « roman national » présente dans l'Éducation nationale depuis les années 1970. Il dénonce une histoire selon laquelle il n’y aurait « pas de races, pas d’ethnies, pas de peuple », mais que des « nomades » et estime que Boucheron veut « renouer avec le roman national, mais ne garder que le roman pour tuer le national ». Le parti pris particulier de l'ouvrage serait que « tout ce qui vient de l’étranger est bon »,.
L'essayiste Philippe Conrad note dans La Nouvelle Revue d'histoire, une publication non scientifique liée à la Nouvelle Droite, que si certaines collaborations sont intéressantes, la volonté de Patrick Boucheron de ne présenter la France uniquement comme une construction idéologique et de réduire à néant ce que les auteurs dénoncent comme un « roman national » n'échappe pas parfois au ridicule comme pour la réduction de l'année 1917 à une révolte des Kanaks en Nouvelle-Calédonie ou l'assimilation du mouvement Nuit debout à la Commune de Paris.
Les détracteurs du livre dénoncent également une couverture médiatique non seulement très importante mais qui laisse aussi peu d'espace aux regards critiques. Zemmour parle d'une histoire « trompétée triomphalement à la une de toute la presse ».

#### Polémique avec Pierre Nora

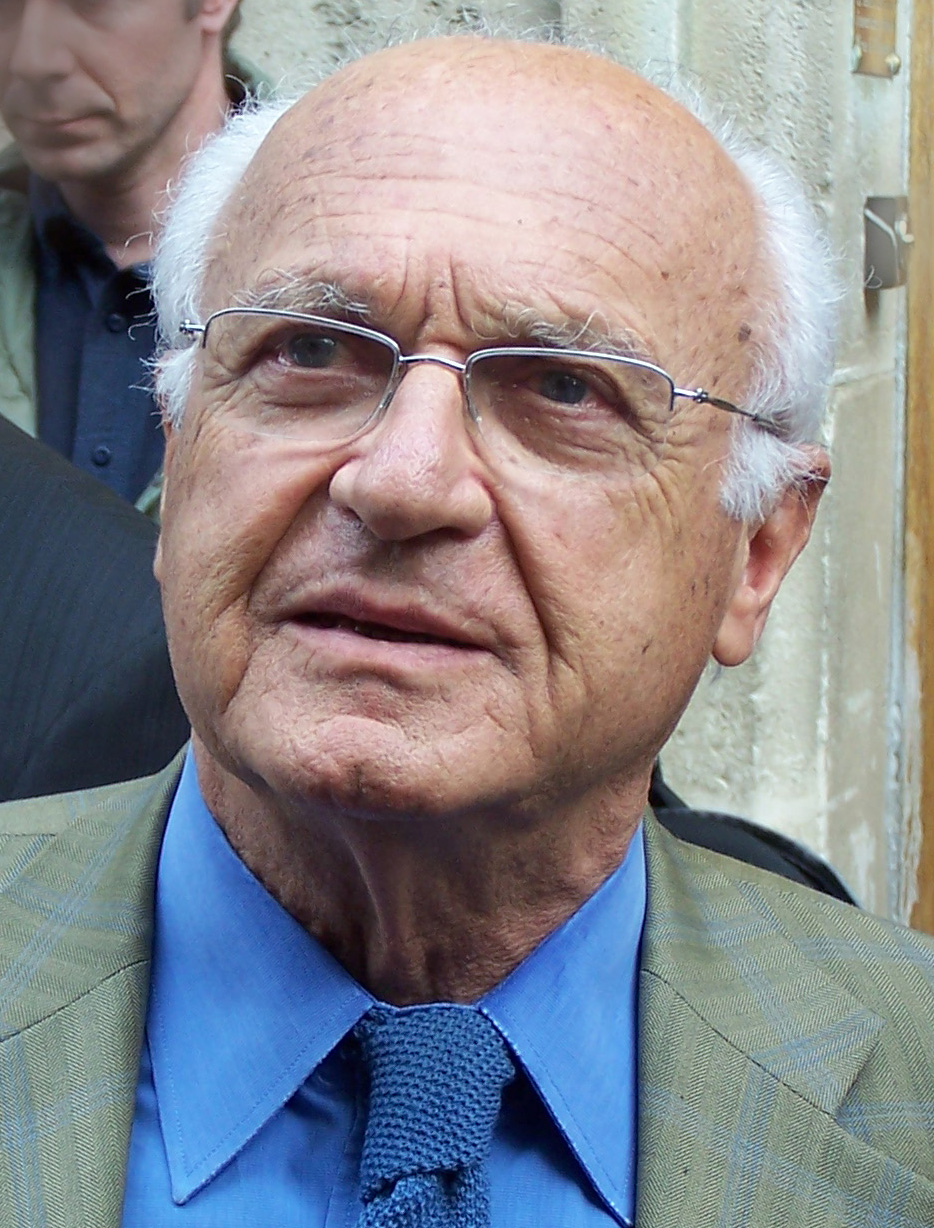
Pierre Nora a durement critiqué lHistoire mondiale de la France et Patrick Boucheron.

Au sein du monde universitaire, la principale critique de l'Histoire mondiale de la France est venue de l'historien et académicien Pierre Nora, auteur d'une virulente tribune dans L'Obs. Pierre Nora soulève plusieurs points qui lui paraissent problématiques. Méthodologiquement, il considère que souvent le traitement des sujets relève d'un décentrement volontairement exagéré, minorant les facteurs explicatifs internes à la France : « la dimension atlantique, internationale, européenne de ces phénomènes n'est, évidemment, pas fausse, mais elle est à chaque fois soulignée de manière si lourde, parfois si artificielle ou exclusive que leur spécificité française se trouve noyée ». Du point de vue historiographique, Pierre Nora reproche à Patrick Boucheron d'instrumentaliser le retournement opéré depuis les années 1980 autour des questions d'identité et de mémoire dans un but militant, cette Histoire mondiale de la France insinuant que les synthèses antérieures sur l'histoire de France relèvent du nationalisme. Pierre Nora déclare que Patrick Boucheron est « l'intellectuel savant dont avait besoin une gauche en détresse », l'accusant de privilégier l'engagement politique au détriment de la science et de promouvoir des « dates alternatives » comme d'autres avancent des faits alternatifs à l'époque de la post-vérité, ce qui signifie pour Pierre Nora « la fin d'une vérité commune » pour les historiens.
Il s'agit là de « l'accusation la plus lourde », selon Boucheron et les quatre coordonnateurs de l'ouvrage qui répondent à l'académicien dans le numéro suivant du même hebdomadaire. Selon eux cette « vérité commune » évoquée par M. Nora doit être entendue comme une « vérité absolue » fortifiant une « orthodoxie », objectif étranger au travail de l'historien et à la démarche comparatiste en particulier : « la recherche ne procède pas autrement que par la formulation de nouvelles questions et la découverte de nouvelles sources ». Quant à l'assimilation des événements présentés à des faits alternatifs, elle est sans fondement puisque ces derniers sont des mensonges alors que les auteurs de l'Histoire mondiale de la France s'appuient sur des faits avérés. Enfin, Patrick Boucheron et ses collègues assument totalement le choix éditorial qui a été le leur : « l'accès des citoyens et du grand public aux résultats de la recherche est un engagement dont nous n'avons pas à nous excuser ».

#### Critiques d'historiens universitaires

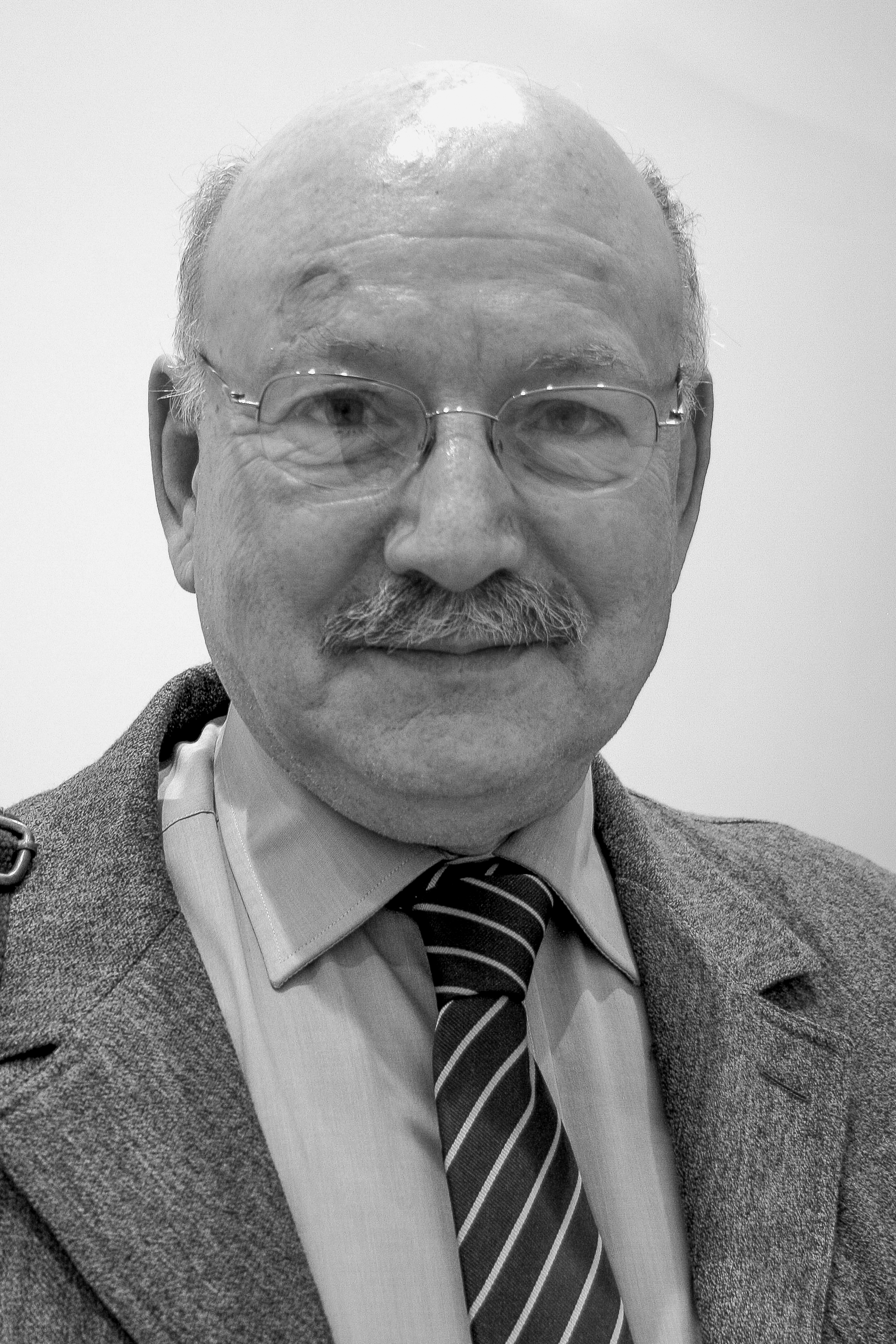
Bien que conscient des limites de l'ouvrage, l'historien Jean-Pierre Rioux apprécie lHistoire mondiale de la France comme témoin du renouvellement historiographique de son époque.

Dans un premier temps, le milieu universitaire est resté très discret, voire quasi-muet, au sujet de l'ouvrage. Outre Pierre Nora, seuls quatre historiens professionnels de la recherche ont pris publiquement position sur le livre dans les semaines qui ont suivi sa sortie.
Pour Jean-Pierre Rioux, « l’entreprise […] est bourrée de science neuve et de talent ». Certes son choix des dates, son plan, sa méthodologie, son cahier des charges peuvent être discutés, mais « le travail de recherche toute pimpante et d’écriture collective renouvelée (un « sésame mystérieux ») dont il atteste sont vraiment les bienvenus. Car le livre expérimente, relance et oxygène les vieux débats, et si légitimes, sur la part du monde ambiant dans l’histoire de France, sur le mode de fabrication de celle-ci et sur le rôle de l’histoire pour la gouverne de nous tous ». De son côté, l'historien moderniste américain Robert Darnton, dans un discours à Sciences-Po Paris à l'occasion du lancement de l'ouvrage, s'est déclaré conquis par sa richesse : « ce livre abonde en surprises, souvent drôles, toujours bien écrites, et il nous fait apprécier une histoire de la France grande ouverte et marquée par une vision inattendue de la mondialisation ».
En revanche Stéphane Courtois, spécialiste de l'histoire du communisme, reproche à l'Histoire mondiale de la France son parti pris ouvertement assumé et considère que l'historien ne doit pas renoncer à sa neutralité, même lorsqu'il s'agit de dénoncer la vision de l'histoire d'Éric Zemmour, puisque de toute façon « il est absurde et vain de combattre une vision gaulophilique et identitaire de la France au nom d'une approche météquophilique — le métèque est celui qui, dans la Grèce ancienne, vient d'une cité qui n'est pas la sienne — ou xénophilique ».
Dans deux lettres publiées par Le Monde non pas dans sa version papier mais sur le blog de son médiateur, les 19 janvier et 7 février 2017, le spécialiste du monde musulman médiéval Pierre Guichard, tout en déclarant sa sympathie pour le projet idéologique de l'ouvrage, a regretté que la bataille de Poitiers de 732 y soit présentée comme une simple « escarmouche » et déploré que Libération et Le Monde aient repris cette idée dans leurs recensions. Il s'agit selon lui d'une déformation historique caractérisée, une « quasi-négation de ce qui est, qu’on le veuille ou non, un événement majeur dans l’histoire des pays de la Méditerranée occidentale au VIIIe siècle » : « De bonnes intentions — la lutte contre les ouvrages « identitaires » — ne devraient pas légitimer une pareille désinvolture. Jusqu’ici une négation de ce genre apparaissait plutôt comme une opinion marginale et un peu excentrique, connue des spécialistes de la période comme venant de « négationnistes professionnels » en Espagne un courant très minoritaire de pseudo-historiens d’origine franquiste, et des néo-musulmans ou d’intellectuels essayistes amateurs de paradoxes », conclut Pierre Guichard.
Pour l'historien spécialiste de la Révolution française Patrice Gueniffey, l'ouvrage est une « opération politique » qui, pour cette raison, « s'expose à des objections politiques ». Il dénonce un « évident parti pris destructionniste » où « l'idéologie remplace l'Histoire ». Le résultat en étant pour lui « une Histoire émiettée, faite de fragments que rien ne relie ».
En 2018, à l'occasion de la sortie de son livre Une histoire populaire de la France, Gérard Noiriel compare sa démarche à celle de l'Histoire mondiale de la France. S'il admet que les deux ouvrages partagent la même idée d'une nécessité de décentrer le regard sur l'histoire de France, il estime que la démarche de Boucheron n'est pas efficace pour lutter contre les logiques identitaires car il ne mobilise pas le levier émotionnel. Noiriel lui préfère un « dessaisissement identitaire » par le fait de se rendre étranger à soi-même en restant dans le « nous Français ».

#### Recensions scientifiques
Fin août 2017 paraît, en anglais, la première recension de l'ouvrage dans une revue universitaire, en l'occurrence l'European Review of History:Revue européenne d'histoire (en). Son auteur, Romain Bonnet, spécialiste de l'histoire de l'Espagne contemporaine, salue d'abord de très bonnes contributions historiographiques et rappelle la nature du projet sur lequel il revient ensuite pour en montrer les imperfections. Il commence par relever un paradoxe : cette histoire attachée aux influences extérieures a été écrite en très grande partie par des universitaires qui dépendent des institutions nationales françaises. Si cela n'enlève rien aux mérites des contributions, cela laisse le lecteur perplexe quant à la réalité de ce projet d'« histoire mondiale ». Bonnet regrette ensuite que le constat d'un « monopole des narrations entraînantes » laissé aux « publicistes (…) s'éloignant sans scrupule de l'administration de la preuve » ne soit pas analysé. L'auteur de la recension y voit une occasion ratée d'historiciser les liens entre ce monopole et l'idéologie nationaliste, et de différencier scientifiquement le nationalisme du patriotisme, l’Histoire mondiale de la France pouvant contribuer à polariser davantage le clivage, qu'elle entend pourtant dépasser, entre une production réactionnaire à large diffusion et une histoire scientifique peu accessible au grand public. Il déplore également l'absence de références aux travaux collectifs suscités par l'école des Annales, en particulier au regard de l'histoire comparée des sociétés promue par Marc Bloch. Or l'attachement de Febvre, Bloch et leurs disciples à l'histoire économique et sociale ne trouve pas d'écho dans le livre, alors que Bonnet estime qu'il y avait une opportunité, dans une approche transnationale, pour relier le nationalisme au capitalisme et en montrer la propension à générer des inégalités.
Cette critique a été reprise par l'historien Sanjay Subrahmanyam dans un entretien avec la revue Historia de novembre 2017 (numéro 851) : le reproche central que fait Sanjay Subrahmanyan au livre dirigé par Boucheron est qu'il tombe dans le piège de ce qu'il dénonce et qu'il ne sort pas de l'Hexagone.

### Un succès de librairie couronné par le prix Aujourd'hui

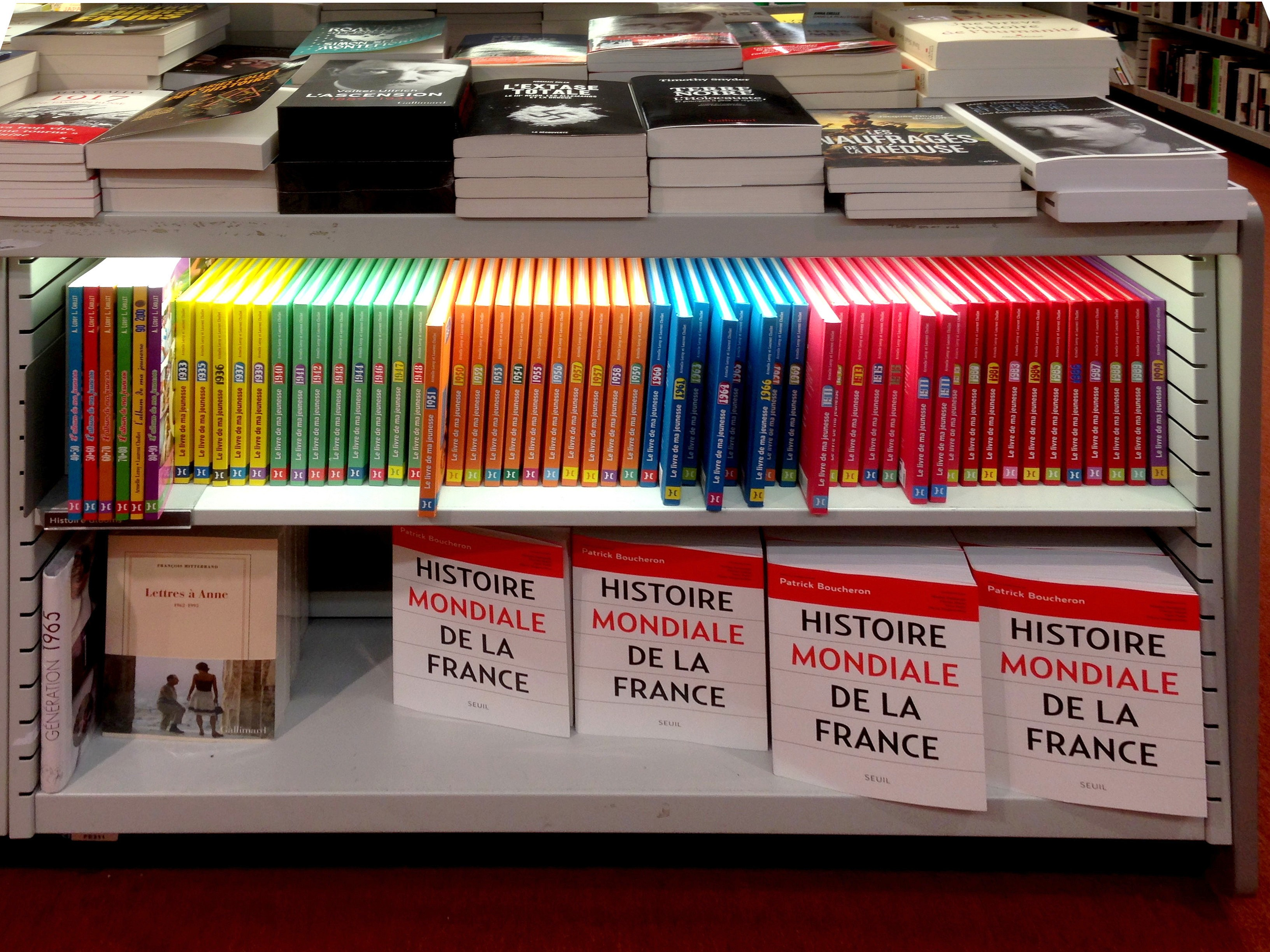
Le succès de l'ouvrage contraint les librairies françaises à en constituer des stocks (février 2017).

D'après Editstat-TiteLive, le livre, paru le 12 janvier 2017, atteint le neuvième rang des meilleures ventes de livres en France lors de la semaine du 23 au 29 janvier, puis le cinquième lors de celle du 30 janvier au 5 février 2017. Le 23 mars 2017, lors du salon du livre de Paris, l'éditeur annonce plus de 80 000 exemplaires vendus. En septembre 2017, ils sont 100 000 à avoir été écoulés, et 110 000 en avril 2018. En 2025, L'Express qualifie le livre de « phénoménal blockbuster » et annonce 215 000 exemplaires vendus.
Les qualités de l'ouvrage, largement reconnues, lui valent d'être couronné par le prix Aujourd'hui 2017. L'Histoire mondiale de la France l'emporte au second tour face à Napoléon et de Gaulle de Patrice Gueniffey. Par ailleurs Le Point classe le livre parmi les 25 meilleurs de l'année 2017, saluant « ce collectif [qui] use avec maestria de l'art du contre-pied et de l'alternance stimulante, traçant la voie d'une histoire mondiale qui manquait jusque-là en France ».

## Influence de l'ouvrage

### Influence en France
En 2023, Hélène Blais note que depuis « le succès de l’Histoire mondiale de la France, paru en 2017, histoires du monde, histoires mondiales et histoires globales (de la Seconde Guerre mondiale, des révolutions, des socialismes, de la France coloniale pour ne donner que quelques exemples) se sont imposées comme une forme de vulgarisation des connaissances historiques ». Ainsi, en 2018, les éditions du Seuil publient, sur le modèle de l'Histoire mondiale de la France, une Histoire de la guerre. Du xixe siècle à nos jours sous la direction de Bruno Cabanes. L'année suivante le même éditeur reproduit cette formule pour L’Exploration du monde. Une autre histoire des grandes découvertes, ouvrage dirigé par Romain Bertrand et qui rassemble de courts chapitres dont les dates s'échelonnent de 645 à 1938.
Le 24 novembre 2018, le chorégraphe Boris Charmatz propose au Théâtre national de Bretagne un spectacle intitulé La Ruée et directement inspiré par L'Histoire mondiale de la France. Cette représentation unique, à laquelle Patrick Boucheron a donné son accord, est un « projet expérimental, conçu comme étant l’exposition vivante d’un livre hors normes » selon les propres mots de Charmatz. Des artistes y interprètent 46 chapitres du livre dans différents endroits du théâtre. Les Inrockuptibles classe ce spectacle parmi les cinq à voir dans la semaine du 21 au 28 novembre 2018. En avril 2020, pendant la crise du COVID-19 et le confinement qui en a découlé en France, ce même Théâtre national de Bretagne met en ligne une lecture quotidienne de l'ouvrage. Cinquante notices de l'Histoire mondiale de la France, choisies par Patrick Boucheron, sont lues jour après jour par des actrices et acteurs comme Ariane Ascaride, Marie-Sophie Ferdane, Pascal Greggory, Arthur Nauzyciel, Laurent Poitrenaux, Joana Preiss, Lyes Salem ou encore Jacques Weber,.
D'après L'Express, la cérémonie d'ouverture des Jeux olympiques d'été de 2024 à Paris, à l'écriture de laquelle Patrick Boucheron a participé, serait « le miroir dansé sur la Seine » de l'Histoire mondiale de la France.

### Influence à l'étranger
Dans les années qui suivent sa parution, l'Histoire mondiale de la France connaît plusieurs adaptations à l'étranger. Dès le 16 novembre 2017 paraît Storia mondiale dell’Italia, l'équivalent italien de l’Histoire mondiale de la France, sous la direction d'Andrea Giardina (it). L'éditeur italien Laterza lance ce projet après la présentation du livre français à la foire de Francfort. Il reprend le principe des articles courts rédigés par des spécialistes et liés à une date et un événement parfois inattendus. Il pousse même la similitude jusqu'à adopter la maquette de l'Histoire mondiale de la France. Toutefois en Italie aucune polémique n'accompagne la sortie de la Storia mondiale dell’Italia. Le même éditeur publie en novembre 2018 une Histoire mondiale de la Sicile (Storia mondiale della Sicilia) sous la direction de Giuseppe Barone. L’ouvrage propose 114 entrées.
L'ouvrage français inspire également une Histoire mondiale des Pays-Bas parue en août 2018 et une Histoire mondiale de la Flandre (Wereldgeschiedenis van Vlaanderen) écrite en néerlandais et parue en 2018 aux éditions Polis. Ce livre de 566 pages propose 81 contributions rédigées par un collectif de 72 historiens. Si l'ambition de ce projet est plus modeste que son équivalent français, il en respecte l'esprit puisqu'il s'agit de présenter la Flandre « non pas comme le nombril, mais comme le résultat du monde ». La traduction en français de cette Histoire mondiale de la Flandre est coéditée en 2020 par La Renaissance du livre et Ons Erfdeel.
En Espagne paraissent tour à tour une Histoire mondiale de la Catalogne (Història mundial de Catalunya) le 14 novembre 2018 et une Histoire mondiale de l’Espagne (Historia mundial de España) le 20 novembre 2018. Les deux ouvrages reprennent le principe du livre français : une œuvre collective construite autour de dates et d'événements originaux, en négligeant volontairement certains faits habituellement incontournables de l'histoire de l'Espagne et de la Catalogne. De la même manière paraît en octobre 2020 une História Global de Portugal sous la direction de Carlos Fiolhais, José Eduardo Franco et José Pedro Paiva. Cette version propose 93 notices de moins de 2000 mots, comme celle consacrée au footballeur Eusébio pour l'année 1966.
En 2021, c'est au tour de l'Allemagne de proposer une adaptation de l'Histoire mondiale de la France. Dirigée par Andreas Fahrmeir (de), elle est intitulée Deutschland. Globalgeschichte einer Nation et traite de sujets tels que Dürer à Venise, les soldats indiens au service des nazis ou encore Steffi Graf. Le 25 avril 2022 paraît l'adaptation hongroise sous le titre Magyar-Ország globális története. 1869-2022, ouvrage dirigé par Laczó Ferenc et Varga Bálint.
En 2025, l'Histoire mondiale de la France compte au total 13 déclinaisons à l'étranger.
En 2019, une traduction en anglais et une autre en chinois de l’Histoire mondiale de la France sont publiées.

## Éditions ultérieures

### Édition en livre audio
Le 16 mai 2018 la société Audiolib fait paraître une édition audio de l'Histoire mondiale de la France. Le livre, découpé en trois CD et 159 pistes, est lu par Mathieu Buscatto. Une piste supplémentaire propose un entretien avec Patrick Boucheron. Cette version est accompagnée d'un livret de 14 pages qui reprend les parcours buissonniers, propose une table des pistes et présente les auteurs. Ce livre audio est également disponible dans une édition entièrement numérique à télécharger.

### Édition de poche

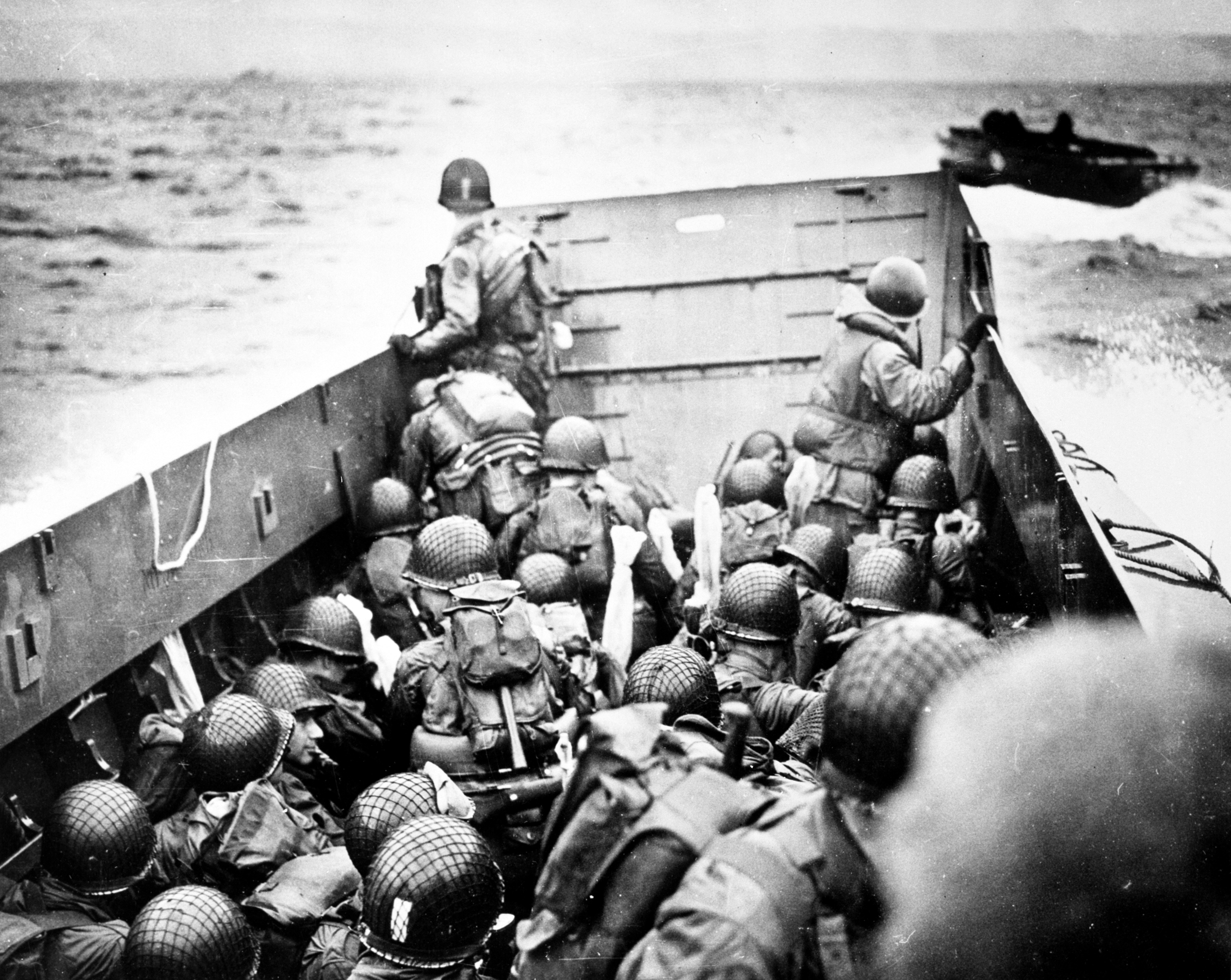
Troupes à bord d'une barge de débarquement, face à Omaha Beach, Normandie. 6 juin 1944 (photo de Robert Capa). William I. Hitchcock consacre une notice à ce débarquement dans l'édition de poche de lHistoire mondiale de la France.

Le 20 septembre 2018, le livre paraît dans une édition de poche au sein de la collection « Points histoire », avec quinze notices supplémentaires qui portent le nombre total de dates traitées à 161. Dix d'entre elles sont l'œuvre d'auteurs n'ayant pas participé à l'édition originale : Guillaume Calafat, Manuel Charpy, Roger Chartier, Hélène Dumas, Emmanuel Fureix, Alban Gautier, William I. Hitchcock, Anne Lehoërff, Virginie Martin et Fabio Zinelli. Cela porte à 132 le nombre de contributeurs de l'ouvrage.
Les notices ajoutées concernent les dates et événements suivants :
- 1150 av. J.-C. : un bateau en chêne dont l'épave a été découverte dans le port de Douvres, par Anne Lehoërff ;
- 360 : Julien est déclaré Auguste par son armée à Lutèce, par Yann Potin ;
- 610 : l'éventuelle rechristianisation de la Gaule par Colomban de Luxeuil et ses compagnons irlandais, par Alban Gautier ;
- 1086 : Guillaume le Troubadour devient comte de Poitou et duc d'Aquitaine, par Fabio Zinelli ;
- 1209 : croisade contre les Albigeois, par Florian Mazel ;
- 1629 : Pierre Bergeron fait paraître son traité de navigation, par Guillaume Calafat ;
- 1761 : capitulation des troupes françaises à Pondichéry, par Pierre Singaravélou ;
- 1792 : la bataille de Valmy, par Virginie Martin ;
- 1809 : William Shakespeare joué à Lyon, par Roger Chartier ;
- 1839 : François Arago annonce l'invention de la photographie, par Manuel Charpy ;
- 1885 : la mort de Victor Hugo, par Emmanuel Fureix ;
- 1905 : loi de séparation des Églises et de l'État, par Nicolas Delalande ;
- 1944 : le débarquement du 6 juin, par William I. Hitchcock ;
- 1987 : le procès de Klaus Barbie, par Annette Wieviorka ;
- 1994 : l'opération Turquoise au Rwanda, par Hélène Dumas.

### Édition illustrée et augmentée
Le 8 novembre 2018, le livre paraît dans une édition illustrée et augmentée de 15 notices supplémentaires, les mêmes que celles de l’édition de poche. Chaque ouverture de partie et quasiment chaque date y sont complétées par une illustration brièvement commentée. La couverture reprend la composition de l’édition originale posée sur un fond constitué par la deuxième feuille de l’Atlas catalan.